# 湾岸ミッドナイト
『湾岸ミッドナイト』（湾岸MIDNIGHT、わんがんミッドナイト）は、楠みちはるによる日本の漫画作品。『ビッグコミックスピリッツ』（小学館）および『週刊ヤングマガジン』（講談社）にてシリーズ連載された（※後述）。各章を「SERIES-X」（シリーズ）として数回程度の掲載分で構成される。単行本はヤンマガKCスペシャルにて全42巻。2009年5月時点で累計発行部数は1700万部を突破している。
これを原作とする実写映画（オリジナルビデオ作品および劇場公開作品）、アニメ、ゲーム作品が多数制作された。
これらの派生作品と併せて、続編である全12巻の『湾岸ミッドナイト C1ランナー』（- シーワンランナー）、『銀灰（ぎんかい）のスピードスター』、『首都高SPL（スペシャル）-銀灰のSPEEDSTER-』についても併せて記す。

## 概要
主人公の朝倉アキオが駆る「悪魔のZ」こと日産・フェアレディZ（S30型）と、それを取り巻く人間模様、そして主に首都高速道路において公道バトルを繰り返す自分たちが狂っていると自覚しながらも、「悪魔のZ」に挑んでは消えていく数多くの挑戦者達の様子を描いている。
小学館の『ビッグコミックスピリッツ』にて1990年に不定期連載を開始したが、同誌では作者と編集部との間で作品に関する意見の相違が露呈したため、初期の数回のみを掲載しただけに留まり、休載の説明もなく突然終了した。その後、古巣である講談社の『週刊ヤングマガジン』に連載の舞台を移し、1991年より連載を再開した。移籍にまつわる経緯は『湾岸ミッドナイトC1ランナー』単行本最終巻の「あとがき」で作者自身から説明されている。
『週刊ヤングマガジン』での連載当時、作者の別の作品『シャコタン☆ブギ』とは並行して制作発表されており、各章ごとの不定期シリーズ連載として交互に掲載するというスタイルをとっていた。1999年度に第23回講談社漫画賞（一般部門）を受賞。
2008年9月に連載を終了したのち、同年10月の同誌第40号から『湾岸ミッドナイト C1ランナー』として新シリーズの連載を開始し、2012年の第31号をもって連載を終了した。それから2年後の2014年春ごろに作者が『スピリッツ』編集部と和解し、同誌2014年37・38号より「最終章」と銘打って『銀灰のスピードスター』の連載を開始し、2015年20号をもって連載を終了した。その後、講談社の『月刊ヤングマガジン』2016年19号より、さらにその続編にあたる『首都高SPL』『首都高SPL ゼロ』の連載を開始したが、いずれも物語上の関連はない。
連載期間はシリーズ全体を通して20年以上に及んでいるが、作中の時代背景は現実と同様に変化している（端的には1999年以降のホンダ・S2000や三菱・ランサーエボリューションVIなど、高年式の車種が登場）ものの、主要登場人物の年齢や設定はほとんどそれとは無関係なままで加齢等はしていない。他に作品の特徴としては、改造車が主役に扱われているにもかかわらず、チューニングに関する情報がほとんど描写されていない。例えば、作中における「RGO」での描写は技術的な説明に留まっており、実在のチューニングメーカーやその製品に関する描写は一切ない。
また、同名の登場人物が複数存在する。同音同字のケースでは「元」（佐々木、後藤）が2人、「洸一」（平本、相沢、城島）が3人存在している。同音異同字のケースでは、「じゅん」が北見淳と園田順、「たつや」が島達也とホストの竜也、「マキ」が相沢圭一郎の幼馴染と神谷マキなど、それぞれ2人存在する。それ以外にも、主人公の朝倉アキオと故人の朝倉晶夫は同姓同名という設定になっている。

## あらすじ

### 湾岸ミッドナイト

#### 単行本1巻 ～
単行本1巻 零奈(3)までがビッグコミックスピリッツ掲載分と思われる。

#### イシダ編(悪魔のZ復活編)
単行本1巻 P.204～

#### 平本編(とびきりのGT-R編)
単行本3巻 P.85～

#### マサキ編(赤坂ストレート編)
単行本5巻 P.169～

#### ケイ編(モンスターマシン編)
単行本8巻 p.189 ～

#### 黒木編(R200クラブ編)
単行本13巻 P.169～

#### エイジ編(阪神高速環状編)
単行本16巻 P.201～

#### 城島編(幻のFC編)
単行本20巻 P.37～

#### 友也編(ガレージACE編)
単行本24巻 P.177～

#### マコト編(幻のF1タービン編)
単行本29巻 P.189～

#### ユウジ編(地上のゼロ編)
単行本33巻 P.163～

#### FDマスター編
単行本38巻 P.153～

## 登場人物

### 湾岸ミッドナイト
『湾岸ミッドナイト』通称ファーストステージ。
なお、節内ではバンダイナムコエンターテインメント（旧・バンダイナムコゲームス）のアーケードゲーム『湾岸ミッドナイト MAXIMUM TUNEシリーズ』に関して「WMMT○」、と、それぞれ略称表記する。
なお、ナンバープレートに関してはWMMT4以降、悪魔のZ以外はすべて「東京765 ◯・7-65」(コウちゃんは神奈川、神谷兄弟は大阪、城島・林のFCは静岡)で統一されている。

#### 北見チューン

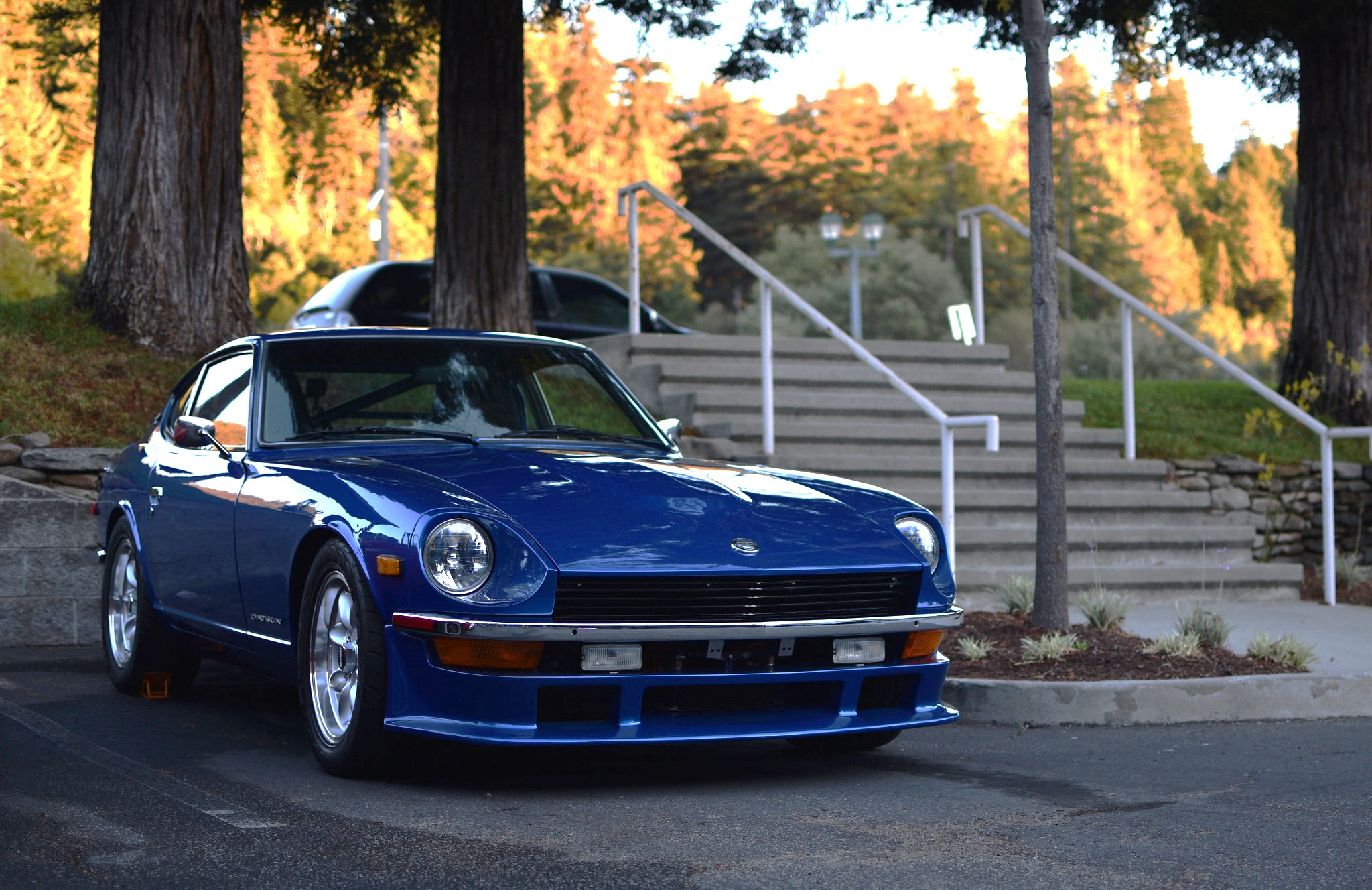
悪魔のZと同型・同色のS30型フェアレディZ

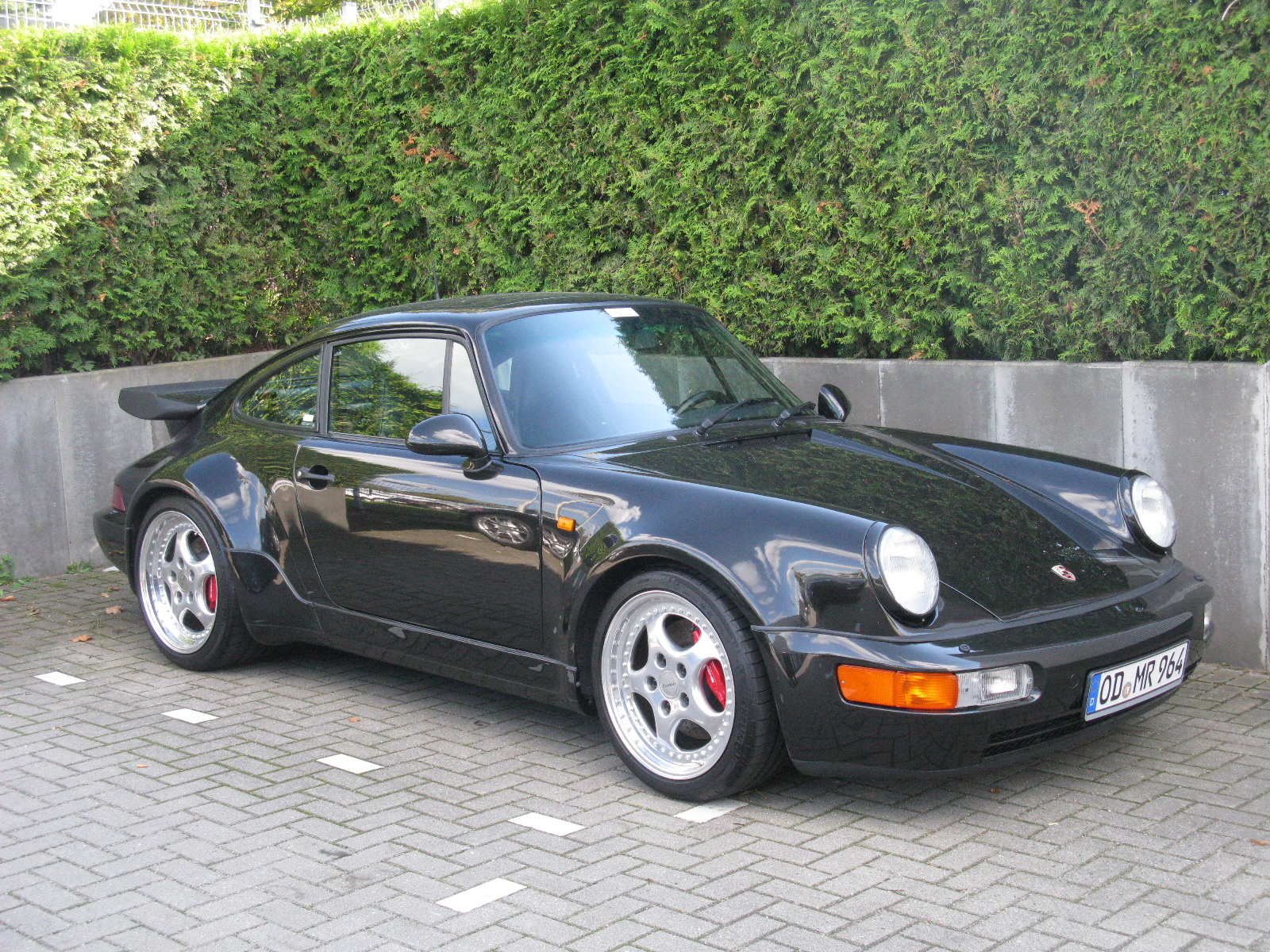
ブラックバードと同型・同色の964ターボ

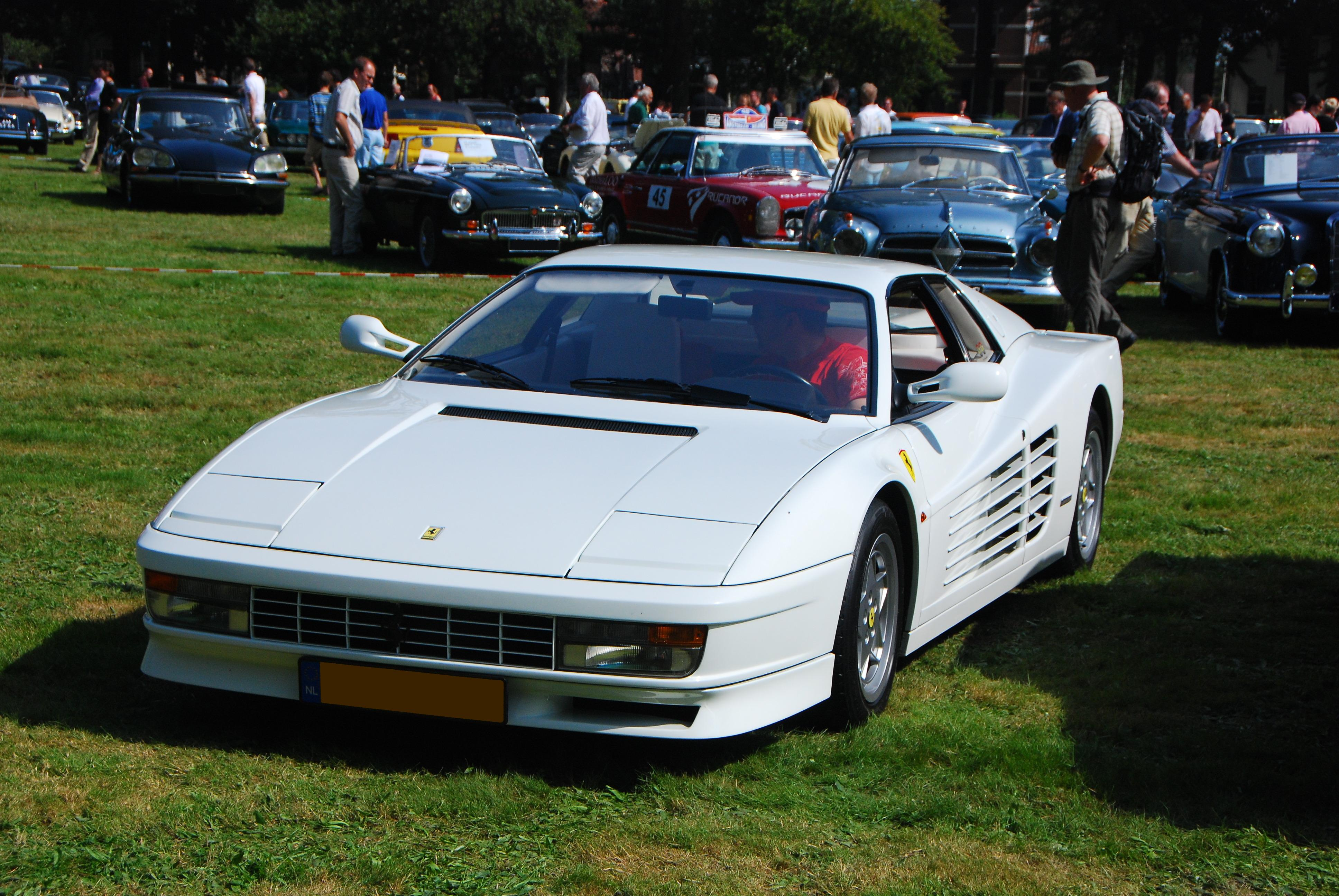
イシダ搭乗車と同型・同色のテスタロッサ

「悪魔のZ」の製作者、地獄のチューナー北見淳にチューニングを依頼した人物について取り上げる。北見の本業は「北見サイクル」という自転車屋であり、チューニング作業は賃貸ガレージで個人的に行っている。
朝倉 アキオ（あさくら アキオ）
声 - 小栗旬
搭乗車種：日産・フェアレディZ (Z31) 2by2→日産・フェアレディZ (S30)

ボディカラー…ワインツートン（Z31）→ミッドナイトブルー（S30）
仕様・馬力（S30）：L28改3.1L（3,134cc）+TD06ツインターボ使用（後にIHI RHC6RACINGツインターボに変更）原作曰く800馬力（小説版ではブースト圧2.5kg/m2で775馬力）までOKとのこと。しかし、アキオの意思により500馬力程度に抑えられ、フラットなトルク特性を優先している。原作初期は約600馬力、最高速度300km/h。炎上後ボディ補強やドライサンプ化などたびたび改造を施され現在のスペックに至る。
ナンバー（S30）：横浜33 て 53-68（原作・WMMT4以降）、横浜33 て 53-681（アニメ）、横浜33 つ 53-68（劇場実写版）、横浜33 て 5-368（頭文字D THE ARCADE）
本編の主人公。物語の冒頭ではワインツートンのZ31 の2by2（劇場実写版では赤のZ322by2、オリジナル実写ビデオでは黒のZ32）に乗っていたが、解体所で眠る「悪魔のZ」に偶然遭遇してからはその虜となり、生活のすべてを悪魔のZに注ぎ込むようになる。
それゆえ、高校3年時に留年している（成績自体は悪くないが、アルバイトのしすぎで出席日数が不足したため）。いわゆるイケメンで非常にモテるが、本人は自覚せず全く意に介していない。アキオにとって大事なのは「悪魔のZ」とそれに関わる人たちだけである。作り手である北見や高木達の夢と情熱の代行人。
当初はクルマを強引にねじ伏せるような粗っぽいドライビングが目立ち、しばしば事故を起こしていたが、次第に速さと冷静さを兼ね備えたドライビングを見せるようになる。また、ブラックバードやGT-R、FC3S等の他のマシンも短期間で乗りこなす等、基本的なドライビングスキルにも優れる。
幼少時代はごく普通の家庭の一人息子で、家でジョンという犬を飼っていた。後に両親は離婚。父親の再婚を機に高校入学時からずっと一人暮らしをしている。
普段は深夜までディスコのウェイターのアルバイトをしている。初期はガソリンスタンドのバイトも兼業していた。
城島編以降は高木から学んだボディ加工技術を活かし、他者の車（後述の、事故を起こしたブラックバード等）を触る機会が増えた。
島 達也（しま たつや）
声 - 三木眞一郎
搭乗車種：ポルシェ・911ターボ 930→ポルシェ・911 ターボ3.6 964

ボディカラー…ブラック
仕様・馬力：KKK社製タービン（タービン不明）ツインターボ、約700馬力（C1ランナーの時点では約600馬力になっている）
ナンバー：品川33 う 22-039(アニメ)（初期PV映像では「品川34 ほ 22-469」）、品川320 ひ 22-46（劇場実写版）、品川33 う 2-246（頭文字D THE ARCADE）
この作品の準主人公で悪魔のZの元オーナー、朝倉晶夫（後述）の友人であり、走り屋仲間であった。漆黒のポルシェ・911（初期の頃は930だったがエンジンブローの後、964に乗り換える。）を駆り「首都高速湾岸線の黒い怪鳥・ブラックバード・湾岸の帝王」と呼ばれる。当初は前オーナーとの因縁から悪魔のZに関わっていたが、そのうちにアキオ本人と悪魔のZそのものに惹かれるようになる。
実家は美容整形外科であるが、現在は大学病院に勤務している（父親はアフリカで医療ボランティアをしている）。過去には腕の立つ消化器外科医としてイシダの緊急手術も執刀した。現在は形成外科に転科している。
免許を取ってからずっとポルシェ911に乗り続けている生粋のポルシェ911オーナーで、作中のセリフから最低限の生活費以外の全てをポルシェにつぎ込んでいることが分かる。劇中、ふとしたことから事故を起こし、それをきっかけにポルシェのモノコックボディを切り刻んでパイプフレーム+カーボン外装の車検取得が不可能な超軽量化仕様に改造。残り1年で廃車にする覚悟と引き換えに、他を圧倒する恐るべき速さを手に入れた。ちなみに、ブラックバードの名前は、超高速偵察機「SR-71」に由来する自称であったことを最終話でリカコに対し語り、リカコを驚かせた。
一回だけ悪魔のZと神谷兄弟のランエボを運転したことがある。マキのランエボに関しては少し走っただけで感覚をつかみ始め、本来エイジと戦うはずだった34GT-Rを先に撃墜してしまうなど操縦に対する柔軟性も高い。
たまにフラッと長距離クルーズに出掛けることもあり、北見と共に大阪に向かう際は流す感覚で運転していた。
『湾岸ミッドナイト C1ランナー』にも登場。ドイツに2年間留学する（かつて父親の留学した病院である）ため、愛車のポルシェを荻島に預けるつもりだったが、その荻島の提案でノブと走った際に何かを感じ取り、ノブにポルシェを託すことに（なお、C1ランナー終盤で留学が1年延長されたため、ドイツへブラックバードを送ることに）。
北見 淳（きたみ じゅん）
声 - 三宅健太
悪魔のZを作り上げたチューナー。かつては一線で活躍していたが、彼の造る車が速過ぎるため、誰も乗りこなせず、乗った人間が次々と事故死したことから「地獄のチューナー」の異名が付いた。そのためチューナーとしての商売は成り立たず、工場も潰し家族も逃げてしまった。現在は自称“自転車操業の自転車屋、北見サイクル”を営業している。自転車修理や近所の住民の原付修理など。
自分が認めた人間（アキオ・ブラックバードなど）にだけチューニングを施している。現在は「もうL型は一切（チューニングを）しない」と明言しZのチューンについては他人に任せ、ブラックバードのポルシェ専属のチューナーとなっている（だが時折は、Zや他の車に少しばかり手を入れることもある）。しかしそれは決してZを見放したわけではなくむしろ逆で、「より強い者と戦うことにより生きてくる」というZを終わらせないためである。
小説版によると顔にある傷は、彼自身がレース用に作ったS30Z（悪魔のZとは別のもの）で起こした事故によるもの。そのため富永と共にZのキャブセッティングを行った際には彼自身が運転している。
山本や大田などのケイのスープラを仕上げたメンバーとも面識があるが絡むことは滅多にない。しかしZのボディ再生作業中に倒れて弱気になった高木の気持ちを再び呼び覚ましたり、ケイのスープラ製作における製作メンバーの無意識に行っていた真意を叱咤したり、レイナのRのエンジンを触って山本が本来出したかったパワーを引き出す（高木は当初挑発と思っていたが、大田曰く「エール」」とのこと）など面倒見のいい部分も多い。
初めてエンジンを組んだのは小学生のころ、スーパーカブの50cc。
WMMT4以降のストーリーではプレイヤーと出会ったことからプレイヤーの車をチューニングを施してくれる。
石田 義章（いしだ よしあき）
声 - 諏訪部順一
搭乗車種：フェラーリ・テスタロッサ（劇場版ではフェラーリ・F355、3DX+まではポルシェ997型ゲンバラ・アバランシェ、5DX+まではシボレー・コルベットZR1 (C6)、6からはランボルギーニ・アヴェンタドールLP700-4）

ボディカラー：ホワイト（劇場実写版ではイエロー）
仕様・馬力：メカチューン 600馬力
ナンバー:品川33 み 41-215（アニメ）、品川310 み 41-79（劇場実写版）
ストーリー序盤に登場した有名カメラマン。作中ではイシダヨシアキとカタカナ表記されることが多い。愛車のフェラーリ・テスタロッサはケーニッヒのマフラーを装着し、固定ライト化、サイドフィンを取り外しリアウイングを装着した仕様から、のちにエアロミラー、リアウイングレス仕様となる。ファンベルトが切れた際に代用が必要だからという理由で、たまたま路肩に止まっていたカップルの車の女性に堂々と「パンストを1万でゆずってくれ」と頼むなど、性格は大胆。
カメラマンとしての成功は収めたものの、どこか満たされないものを感じ湾岸を走っていたが、そんな時に遭遇した悪魔のZに魅せられて、癌に侵されたその身を推してまでもバトルを望んだ。島の執刀で癌は完治し仕事には復帰したものの、病後の身体は首都高の走りに耐えられぬものであると診断（アニメ版では、初期のガンと診断されている）され、走りの世界からは遠ざかったもののその後も北見の手によりワイドトルクバンド仕様となったテスタロッサを愛車とし、前以上に女たらしといわれている。得意技は六本木通りの縦列駐車。
PS2版では搭乗車種の関係から出番無し。WMMTシリーズでは3DXから、車を差し替える形でようやく登場することが出来た。

#### YM SPEED

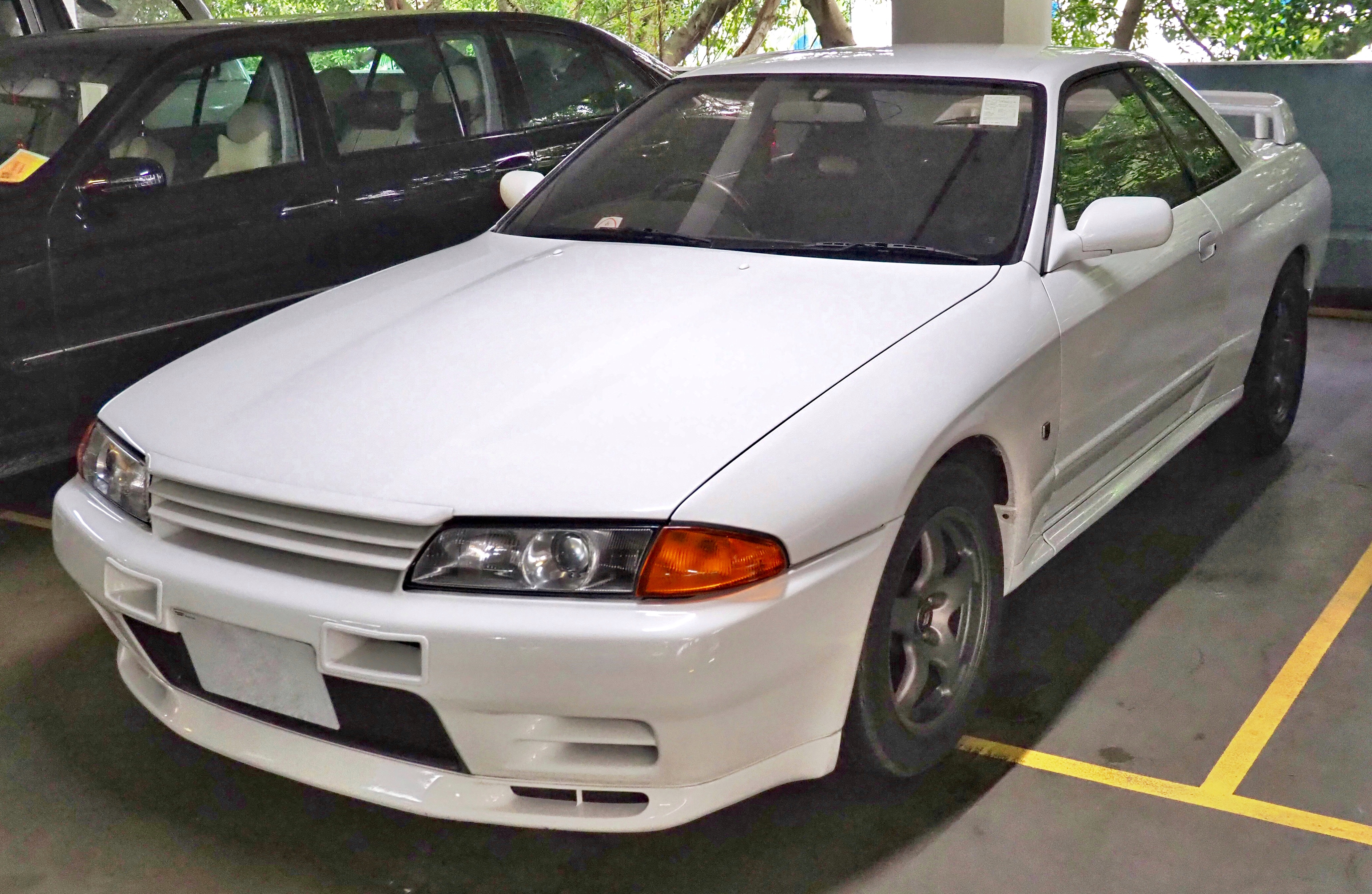
レイナ搭乗車と同型・同色のR32スカイラインGT-R

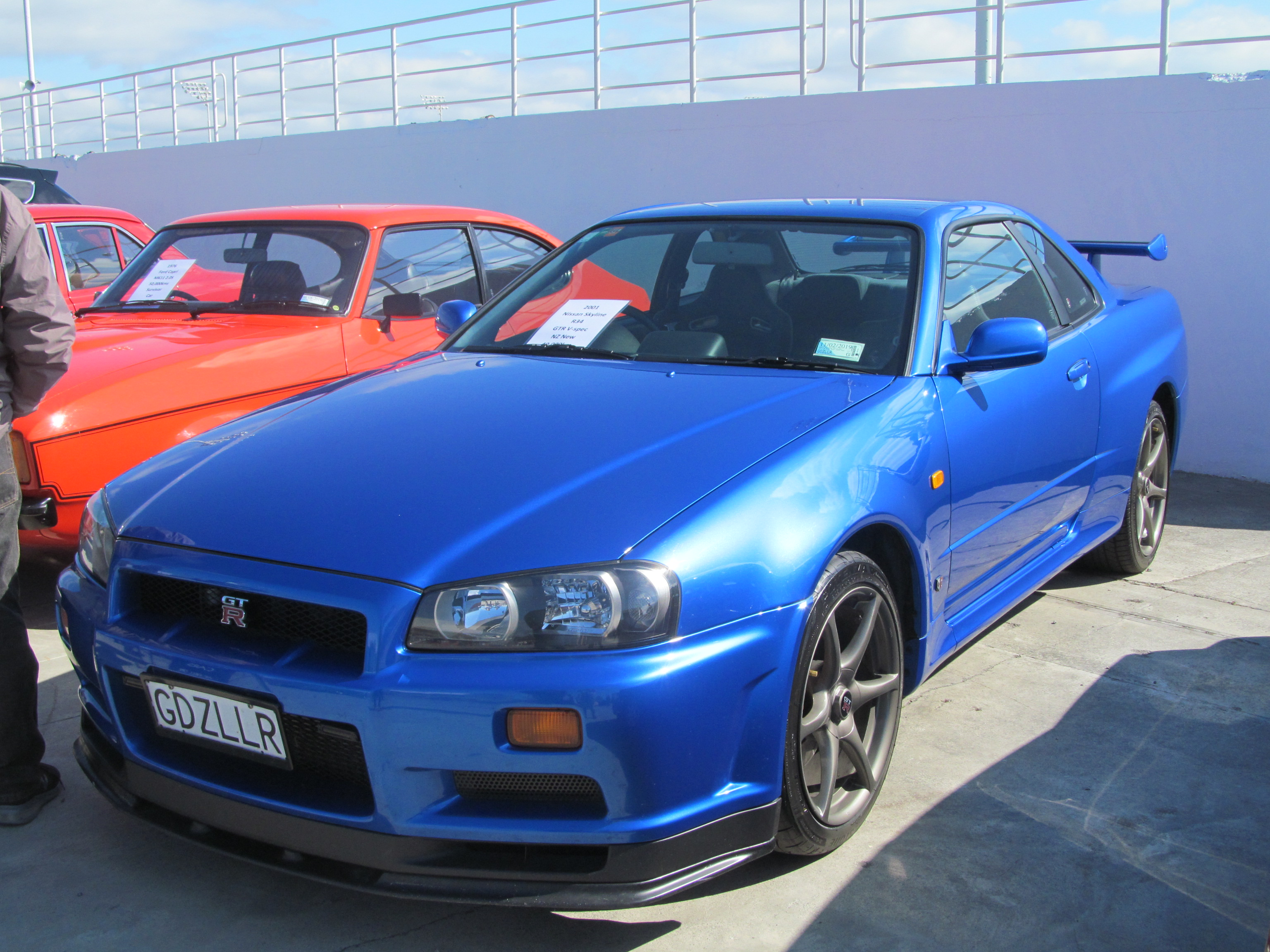
山本搭乗車と同型・同色のR34スカイラインGT-R

旧社名は「山本自動車」。かつての社名は「YM SPEED（ヤマモトスピード）」で、「RGO」と並ぶチューニング業界のBIG2だった。北見がレイナの32Rを本来の姿に戻したことから、チューナーとしての魂が戻ってきた。黒木編から店の看板も昔のものに戻している。主にGT-Rのチューニングを得意とするが、他にもユウジのS2000、WMMTシリーズではGT-R、Z31、Z32以外の日産車、スバル車のチューニングも担当している。
秋川 零奈（あきかわ れいな）
声 - すほうれいこ
搭乗車種：日産・スカイラインGT-R (BNR32)（劇場実写版では日産・スカイラインGT-R V-specII (BNR34)）

ボディカラー…ガングレーメタリック→クリスタルホワイト（劇場実写版ではアクティブレッド）
仕様・馬力：NISMO T25タービン(小説版)ツインターボ仕様 約600馬力
主な外装パーツ：NISMO製フロントバンパー、小型リアスポイラー
ナンバー：品川34 よ 71-023(アニメ)、品川 313 す ・3 05(劇場実写版)
本作のヒロインで売れっ子モデル。通称「レイナ」。モデルとしてトントン拍子に有名になったが、自分との意識とのずれに対する不満を走りにぶつけている最中に悪魔のZに出会い、アキオを追いかけていくことになる。
愛車のスカイラインGT-Rのカラーは、当初ガングレーメタリックだったが、山本の意向（他車からの視認性の向上）でクリスタルホワイトに塗りなおされ、後に「YM（ヤマモトスピード）の白い32R」や「Rのヴィーナス」として有名になる。また北見の手により「山本が意図的に押さえていたモノ」を「モトの姿に」戻される。
女性ながら、GT-Rの運転に関して誰より優れた才能を有する「本物のR乗り」。アキオにも同じ領域の人間として認められており、「お前には自分とZの走りを最後まで見ていて欲しい」と言われている。同時にアキオ以外で悪魔のZに最も近づいた存在であり、北見曰く「特例のアキオを除けばレイナこそがZの乗り手にふさわしい」とのこと。無駄な力を入れない、車の動きに任せた柔らかな操縦を得意とする。
アキオに好意を寄せているが、言い出せずにいる。著名人でありながら素の顔で行動することが多いが、本人曰く「地味」なため、似ているとは言われてもモデルのレイナ本人であると気づかれることは少ない。実は幼少期からアキオのことを知っていた（ただし、出会ってしばらくしてからは思い出せなかった）。
FDマスター編後はGT-Rをリカコに預けて渡米し、モデル活動に専念している。
山本 和彦（やまもと かずひこ）
声 - 志村知幸
搭乗車種：日産・スカイラインGT-R V-spec (BNR34）

ボディーカラー…ベイサイドブルーメタリック
仕様・馬力：(R34のもの)ブーストアップ仕様 350〜400馬力
ナンバー：横浜3? と87-674（アニメ版）
「YM SPEED」（ヤマモトスピード）代表。レイナのR32をチューニングした「山本自動車」社長として物語序盤から登場しているが、その頃はチューニングカーに対し否定的な考えを持ち(走り屋という言葉で暴走行為を正当化することに疑問を感じていた)、レイナの車以外はチューンを請けていなかった。圭一郎編でケイのスープラを仕上げたのち本格的にチューニングを再開し、昔の「YM SPEED」に看板を戻す（ただし以前同様に一般整備も行っている）。
「地獄のチューナー」と呼ばれる北見に対し一見水と油のように思われがちであるが、機械をトコトン追い込んでゆく妥協がない姿勢は共通しており、大田曰く「ちょっとやばい」チューナー。一般道でも容赦なくアクセルを踏み込むことからもその片鱗を窺い知ることができる。
口ひげをたくわえているが、当初は常に困り眉に上目遣い気味で描写され、北見に対しても「君」と呼びかけるなど弱気な感じであった。しかし圭一郎編からは温厚そうではあるが自信に満ちた表情で再登場。大田やガッちゃんのような暴走族あがりではなく大学出である。チューナーになる以前はレースメカをしていたとも、また自動車メーカーにて開発をしていたとも言われている。湾岸線の海底トンネルは昔から得意ではないと言っている。
経緯は不明だがレイナのマネージャーとは知り合い（マネージャーが本人不在ではあるが『山本』と呼び捨てにしているシーンがある）。
登場時のシーンはウォルト・ディズニーをモチーフにしたオマージュ。
岸田 ユウジ（きしだ ユウジ）
搭乗車種：ホンダ・S2000 AP2

ボディーカラー…プラチナホワイトパール
仕様・馬力：ボルトオンターボ仕様 約300馬力
主な外装パーツ…純正ハードトップ、社外フロントバンパー、カーボンボンネット、エアロミラー、GTウィング
ユウジ編から登場したアシスタントカメラマン。歳は離れているが山本の異母兄弟である。戦闘機マニアで特に第二次世界大戦時の戦闘機を好む。車に興味はなかったが、父親の訃報で訪ねた際に山本に誘われ、「地上のメッサーシュミット」ことブラックバードを追いかけるため、「地上の零戦」を共に作るべくS2000で走り始める。初登場時には車そのものに乗っていなかったが、後にホンダ・NSXなど様々な車に搭乗する。

#### SPEED FACTORY RGO

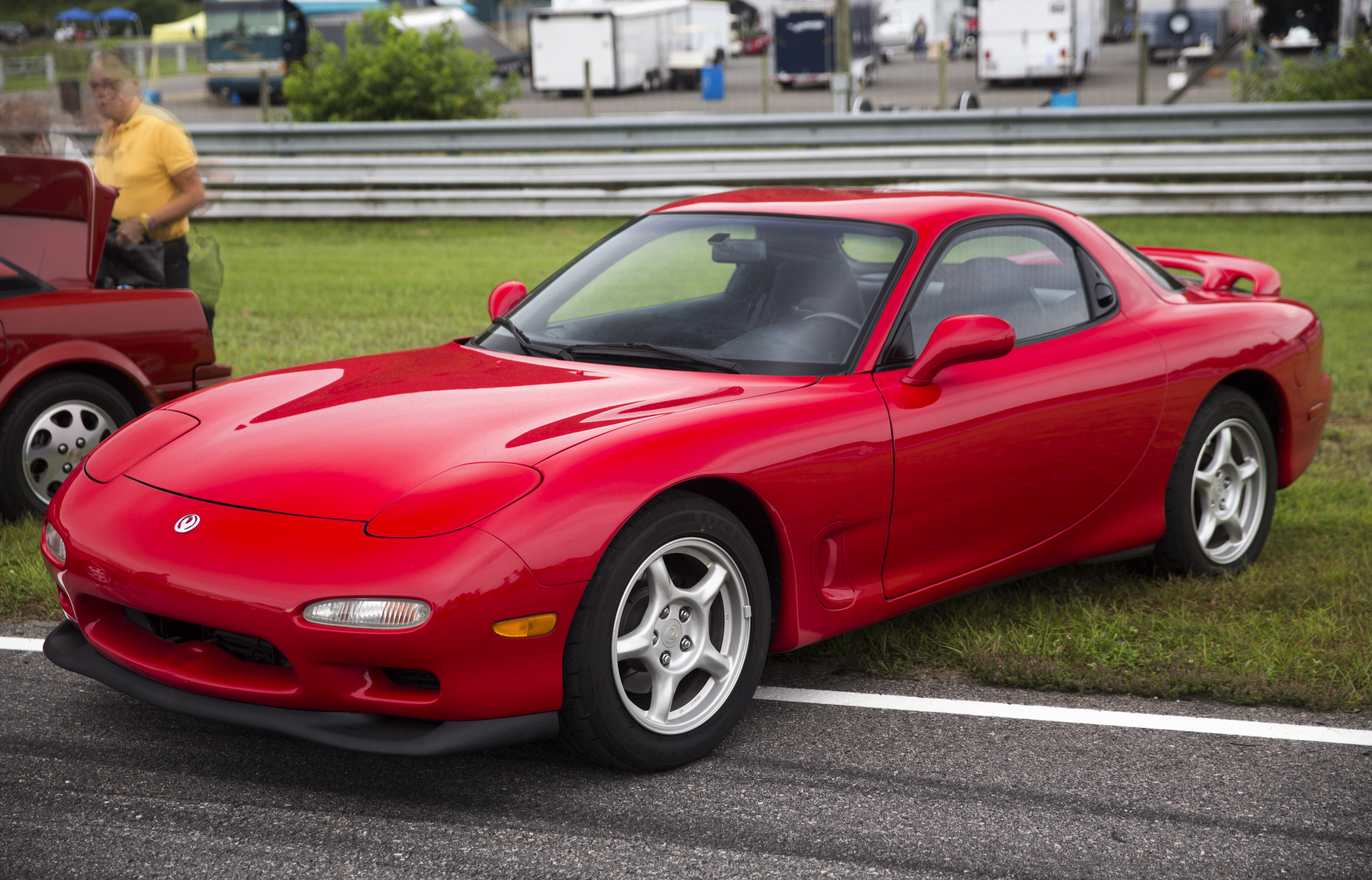
ゲーム版における同型・同色のRX-7

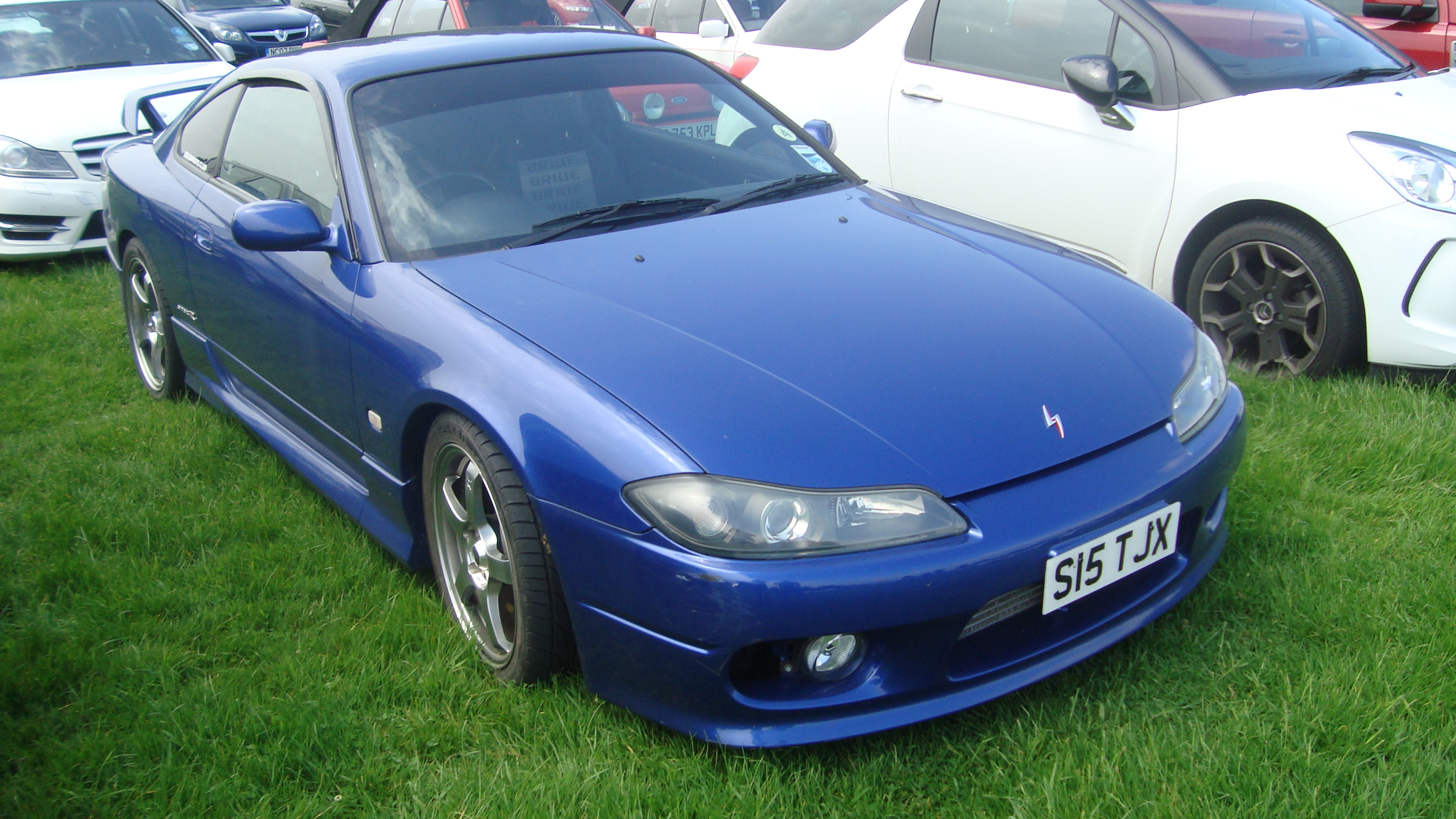
大田搭乗車と同型のシルビア Spec-R

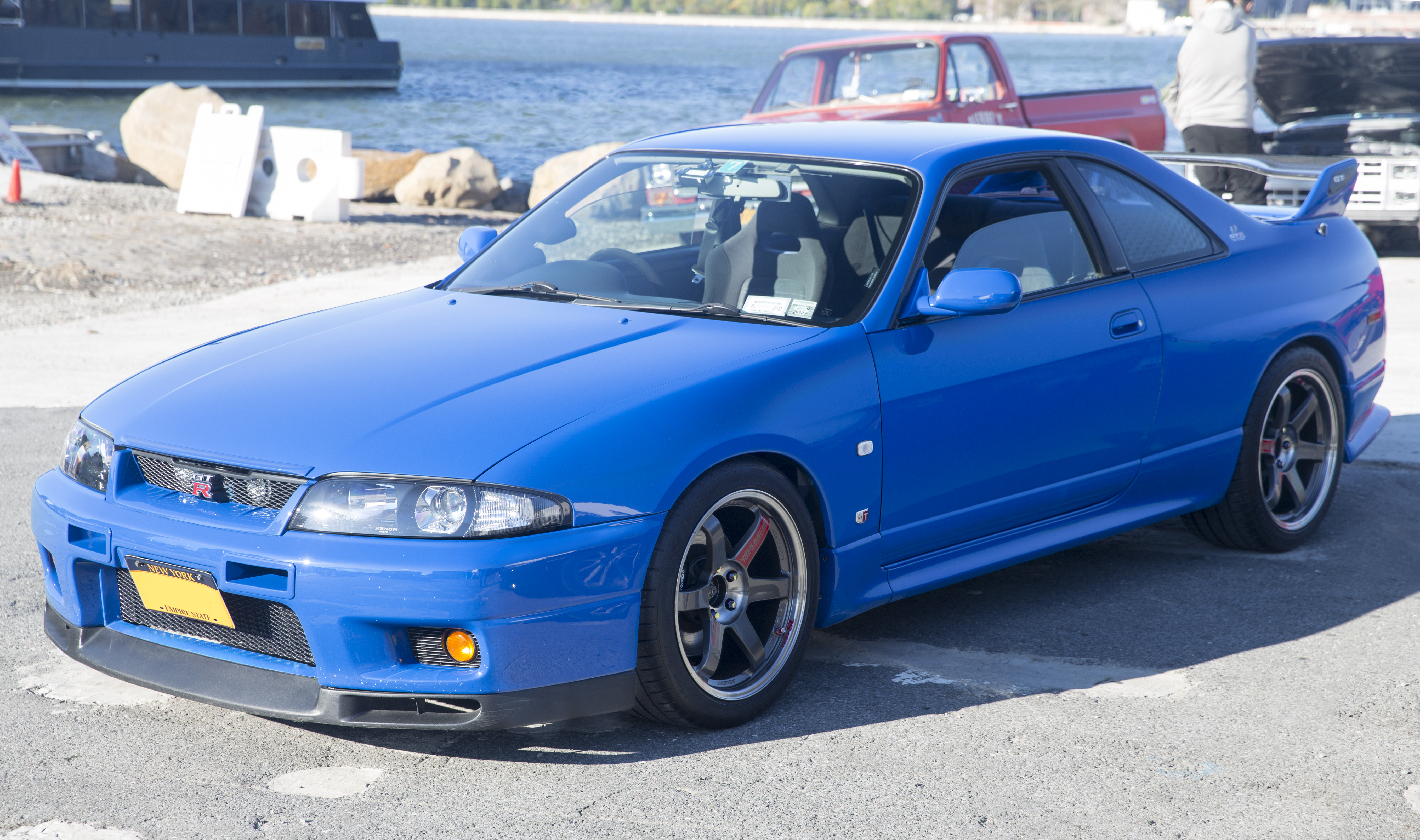
原作、ドリフトスピリッツにおける同型・同色のスカイラインGT-R V-Spec (BCNR33)

「RGO」とは「Racing Gang Ota」の略。ロータリー車のチューニングを最も得意とし（大田がデモカーのR33に乗ってきた際は、ガッちゃんから「似合わない」「RGOの大田と言ったらロータリーだろ」と言われている）、他にもGT-Rなどさまざまな車を改造している。WMMTシリーズでは、FC3S以外のマツダ車、ゲンバラ車、セルシオ以外のトヨタ車のチューニングを担当している。マサキや荻島信二も世話になっている。リカコが個人的に作業をする場合は「リカコスピードファクトリー」と名乗り、エイジのEVO.VとアキオのZを作中では担当していた。
「WMMTシリーズ」でのショップのイメージカラーは一貫してピンクとなっている。
大田 和夫（おおた かずお）
声 - 勝沼紀義
搭乗車種：マツダ・RX-7(FD3S)（RGOデモカー）
ボディーカラー…ピンク
チューニング業界の2大ビッグの一角「スピードファクトリー RGO」の代表で、「最も成功したチューナー」とさえ評される。元・暴走族でマサキとは古くからの知り合い（マサキが中学生の頃に暴走族(本人はサーキット族と主張)チーム「スペクター」で出会った、とのこと。当時はカリカリにチューンされた真っ赤なマツダ・サバンナに乗っていた）。
初登場時には「もう何年もエンジンなんか組んでない」状態で現場は山中にまかせきりにするようになっていたが、それは「何も判っていない客」や「ダサい客」を相手にするうちに車への情熱が失われてしまっていたためである。しかしその腕は健在で、マサキに依頼され久しぶりに組んだFD3Sのエンジンチューンでは若いメカニックを唸らせた。
ケイのスープラを仕上げた以降、「昔のように」チューニングを行うようになり、若手チューナーに危機感を覚えさせたりもした。通称「大田マジック」という、ロータリーエンジンがブローする寸前の、最もパワーが出る状態を維持するチューニング（無論意図的ではない）を行う。
娘のリカコが登場してからは彼女と絡む形で登場回数が一気に増えた。年齢に関しては本人が「ヤザワと同い年です」と述べている。
荻島に対し、17歳のころにロータリーエンジンの存在を書籍で知った際、興奮のあまりマスターベーションしてしまったと語り、荻島をドン引きさせた。
『湾岸ミッドナイト C1ランナー』にも登場する。
大田 リカコ（おおた リカコ）
声 - 田中理恵
搭乗車種：日産・シルビア Spec-R(S15)（WMMTシリーズ）(アニメ版ではホンダ・フィット(GD1)に乗る描写が見られる)
ボディーカラー…ピンク
「スピードファクトリー RGO」代表 大田和夫の娘。大学生。バイト先のファミレスで偶然大阪より上京したエイジと知り合う。子供のころから機械いじりが大好きで、中学生のころガレージにあるエンジンをばらしては父の和夫に怒られていたらしい。
エイジのランエボのエンジンを組み直し、ナビシートに乗り込み悪魔のZに挑んだ。その後、ZのL28改ツインターボのオーバーホールを行った。アキオ、北見以外で唯一Zの心臓部に手を入れた人物。Zのメンテナンスをする場合は「リカコスピードファクトリー」を自称している。WMMTシリーズでは三菱車とR35のチューニングを担当している。
チューニングのセンスは父譲りで山中にも「自分も何基も組み上げたが、自分ではどう頑張っても手に入れられないセンスを持っている」と太鼓判を押されている。また同じく山中に次期RGO代表にふさわしいと言われているが断っている。北見からもオーバーホールしたZのラッピング走行の際に「こうカチッと組む自信はない」と称賛されている。レイナからR32を預かっている。
チューニングに関してはいざという時のための保険を入れる（城島FCが当初2ローター500馬力だったが、「理論的にムチャ」「その公差が命取りになりかねない」とし50馬力落として450馬力となった）ことがあり、劇中登場するチューナーとしては落ち着いている。
WMMTシリーズで搭乗しているS15は本来RGOの客の車で、彼女が初めて手を入れたマシンになっている。
『湾岸ミッドナイト C1ランナー』にも父親の和夫と同様登場している。
山中（やまなか）
声 - 三戸耕三
搭乗車種：日産・スカイラインGT-R V-Spec (BCNR33)（RGOデモカー、山中製作）
ナンバー：習志野33 こ 48‐579（アニメ）
ボディーカラー…ピンク
仕様・馬力：F1タービン(APEX'iまたはTRUST RX6タービンツイン仕様) 約800馬力
「スピードファクトリー RGO」のチーフメカニック兼現場責任者で通称ヤマ。まだRGOが大田とマサキの二人だけだった頃、半ば押しかけるように入社した最も古株の一人。理論派で大田曰く、サーキットの走行会ではラインをきっちりなぞって速い。
マサキ編で大田がチューンしたFD3Sに同乗し、刺激を受ける。
相沢編では自ら打倒ZのためR33を800馬力にまでチューニングするが、ブラックバードとのバトルに挑み、汐留S字コーナーで大破させてしまう。普段はクールで気の強い面ばかり見せており、事故後様子を見に来たブラックバードの前では「言っておくが負けたとは思ってない」「全ては俺の運転が未熟なせい」と虚勢を張るも、入れ替わり車を引き取りにきた大田から「もうこのクルマは直らない」と言われ、失ってしまった車への思いから思わず涙を見せた。
マサキ
声 - 川島得愛（ゲーム）
搭乗車種：マツダ・アンフィニRX-7 Type R (FD3S)
ボディーカラー…サンライトシルバーメタリック(原作、ドリフトスピリッツ)、サンバーストイエロー(WMMTシリーズ)、イエロー(PS2、PS3、PSP)
仕様・馬力：サイドポート加工　馬力などの詳細不明(山中曰く、500馬力以上)
主な外装パーツ…特製フォグランプ付きフロントバンパー、大型リアウィング
マサキ編から登場した外車のブローカー。35歳。フルネームでの本名は不明。20代の頃はジゴロな生活を送っていたが、大田の誘いで「スピードファクトリー RGO」のテストドライバーとなり、FC3Sで谷田部最高速を競っていた。谷田部で事故を起こして以来スピードの世界からは遠ざかっていたが、湾岸線で悪魔のZに遭遇。「本物のチューンド」を求めてカムバック。
RGO大田の組んだFD3SでZとブラックバードとの三つ巴のC1内回りバトルに挑み、赤坂ストレート300km/hに挑戦するが、トンネルを出た途端にエンジンブローを起こし、バランスを崩してクラッシュしそうになったところをアキオに助けられる。ゲームでは初代から登場しているが、アニメ未登場。
マーミ
声 - 木川絵理子（ゲーム）
マサキ編から登場したマサキのパートナー。少々きつ目だが容姿端麗のコンパニオンモデル。売れっ子モデルであるレイナとは仕事上の接点はないが、プライベートでは高校の2個上にあたる先輩で、実家もレイナの実家の近所である。
エピローグでマサキにノーマルで乗ることを条件にFD3Sを買い与え、仕事も辞め、マサキの妻として共に生きてゆく決意をする。マサキ同様アニメでの登場はなく、ゲームからの登場となっている。
なおRGOとの直接的な関係はないが、マサキが冗談で彼女を大田に売ろうとしたときツッコミを入れていた。
荻島 信二（おぎしま しんじ）
搭乗車種：マツダ・RX-7 Type R (FD3S)→日産・スカイラインGT-R (BNR34)（アライズ7号）
ボディーカラー…パープリッシュブルーメタリック(原作、京商製ダイキャストモデルカー、ドリフトスピリッツ、WMMT6)、ピュアホワイト(WMMT3DX)→薄水色（アライズ7号、ドリフトスピリッツ）
仕様・馬力：詳細不明(シーケンシャルシフト化) 約400馬力
主な外装パーツ…特製フォグランプ付きフロントバンパー、GTウィング(FD3S)
ストーリー終盤のFDマスター(荻島)編から登場。かつて「FDマスター」と呼ばれた腕利きのFD乗りであり、自動車雑誌「GTカーズ」の編集者兼ライターを務めていたが、同誌の廃刊に伴い営業マンに転職していた。その後営業を辞めRGO入りし、400馬力仕様のFD3SでZとブラックバードを追う。FDマスターと呼ばれていながらも、大田からはFCに乗ってないことを指摘されFCに乗ったことで、RX-7に対していろいろな知識を覚えていった。
初登場時は良美と結婚を前提に同棲しており、北見に「ツンツン頭」「イイ男(だから高木が嫌う)」と呼ばれ、また、たまたま飲み会で同席したリカコに(RGO大田の娘とはつゆ知らず)自分のFDを運転させ、後日RGOで再会した際、大田に「おいおいヤっちゃったの？」と言われるなど、イケメンキャラという設定であるらしい。
『湾岸ミッドナイト C1ランナー』ではレギュラーキャラに昇格。若手自動車評論家として、月に締め切りを20本も抱える。アキオとの走りの後、WEB上で「オギシマWebGTカーズ」を立ち上げ、「GTカーズ」復活を目指す。荒井の手によって「GTカーズ」は復活したが、本来の仕事に「GTカーズ」の仕事を抱えたため月に20日も「GTカーズ」の編集部にカンヅメになる状態になってしまい、「GTカーズ」を離れることに。その後、岡山に向かいアライズGT-R7号（R34型）のテストドライバーを務め、終盤で1年に1度、C1がクリアーになる元旦にブラックバードを駆るノブとバトルを繰り広げる。
吉井（よしい）
FDマスター(荻島)編から登場したRGO大田の旧友。若い頃アメリカに渡り、腕一つでロータリー、V8、ポルシェと渡り歩いてチューニングを極めた腕利きのチューナーでもある。やがて日本に戻り、チューニングからは離れ小さな工場でレストア屋を営んでいたが、大田と荻島に会い、大田の誘いでRGOでもう一度ロータリーのチューニングをすることを決意する。「ロータリーとポルシェは極めた」との評判通り、荻島のFDのエンジンオーバーホールを数時間で完了する腕前をもつ。Z・ブラックバードとのバトル後に自分がかつて作り上げた車のケアをするため、再びアメリカに渡った。

#### 平本夫妻とその関係者
平本編に登場した夫婦、過去には車にまつわる悲しい話があった。
平本 洸一（ひらもと こういち）
声 - 浪川大輔
搭乗車種：日産・スカイラインGT-R (BNR32)
ボディーカラー…スパークシルバーメタリック
仕様・馬力：マツ特注フルエキゾースト、TRUST TD06SH-20Gツイン仕様 最大馬力不明
主な外装パーツ…NISMO製小型リアスポイラー
ナンバー：足立33 と 10-985(アニメ)
輸入車ディーラー「グリーンオート」メカニックで、12年ほど勤めている同社の古株。チューナーとしての技術は高く、彼を指名する客も多く存在する。かつてチューニングカーであるS130Zに乗って湾岸を走っていたが、ある出来事をきっかけに自分の車を処分し一時はスピードの世界から遠ざかった。悪魔のZに出会ったことで、そのくすぶっていたスピードに対する想いが再燃するも、妊娠中の妻、恵が居ることで抑えていた。だが北見に心の中を見透かされ、独立用に貯めていた資金を使いR32を手に入れる。しかしそれが理由で恵に別れを告げられる。
自身で仕上げたGT-Rに乗って悪魔のZを追うが、大一番の所で恵とまだ見ぬ子供を想いアクセルを抜いてしまい、この世界から降りる決断をする。結果的に悪魔のZを越えることはできなかったがその想いは完全燃焼し、後に恵と子供に会うため宮崎へ旅立つ。
平本 恵（ひらもと めぐみ）
声 - 川上とも子
平本の妻。平本とともに車を持たない生活をして、400万円以上の金を貯めた。しかし平本は悪魔のZを追うためにその貯金を切り崩してGT-Rを強引に購入してしまい、それに耐えられなかった恵は「私は弱虫だからこれ以上ついていけない」と平本に涙ながらに言い残して故郷の宮崎に帰省し、第一子となる3250gの男の子を出産する。なお、一度流産しており、これが平本が一度車から足を洗うきっかけにもなった。
その後悪魔のZとのバトルを終えて完全燃焼した平本と再会を果たす。
沢松（さわまつ・通称マツ）
声 - 岸祐二
平本の以前の走り屋仲間。母と共に鉄工所を営んでいる。平本が一度湾岸から去って同じく一線を引いたと思われるが、再び現れた平本と共にスカイラインGT-Rを作り上げる。エキゾースト関係を担当し、その出来は平本に「最高」と言わしめる卓越したものだった。しかし彼の母親の一言が発端となり、平本と絶縁状態になるがZとのバトル後に彼から手紙をもらっている。

#### グリーンオートメンバー

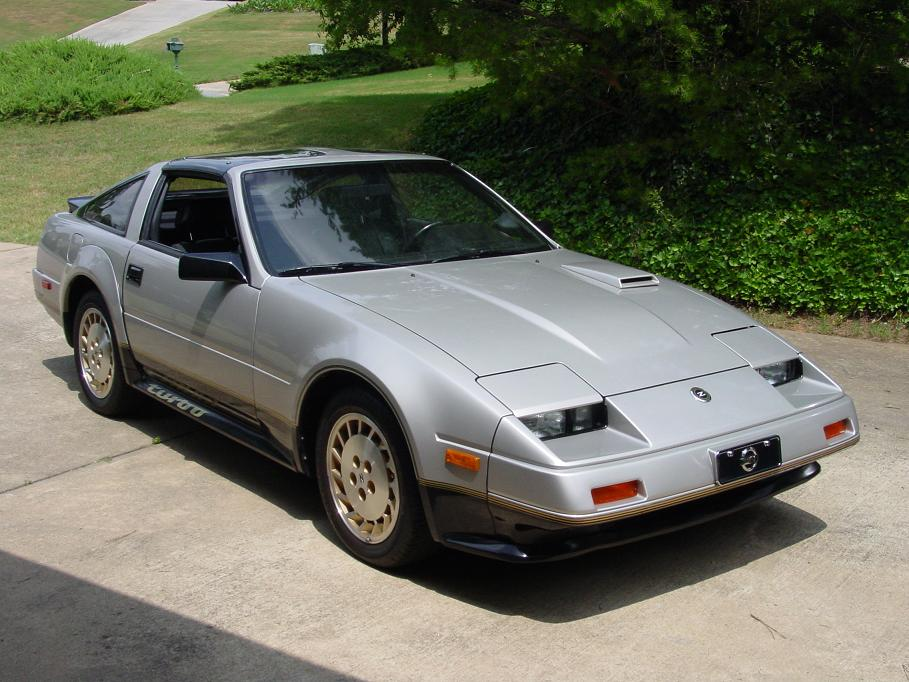
シルバーツートンのフェアレディZ 300ZX(Z31) 2シーター

平本編で登場した、平本洸一の勤務先で北見はそこの社長と杉田のじいさんとは面識がある。
平本 洸一（ひらもと こういち）
詳細は#平本 洸一を参照。
原田（はらだ）
声 - 代永翼
搭乗車種：日産・フェアレディZ 300ZX(Z31) 2シーター
ボディーカラー…シルバーツートン
仕様・馬力：TRUST TD08-29Bシングルタービン仕様 約500馬力
ナンバー：足立33 か 20-895(アニメ)
平本の職場の後輩メカニック。愛車は銀色のZ31型フェアレディZ。実家は九州にあり、父親は農家の軽トラック相手の整備工場を営んでいる。愛車にすべてをつぎ込むため、給料の良い運送屋へ転職。その後、湾岸では名前の知れた存在となるが、「とびっきりの速さ」を求め てバランスを考えないチューニングを敢行し、ブラックバードとの湾岸最高速バトルの際ブローさせてしまう。所属するチーム「EXCITING」のリーダーの金儲け主義への反発、平本のチューンの方向性、そして父親の言葉から「チューニングとは何か？」を悟っていく。平本の退職後、間を埋め「グリーンオート」に再就職した。WMMTシリーズではZ31のチューニングを担当している。
グリーンオート社長
声 - 古澤徹
「グリーンオート」2代社長。本名は不明。最初の車はマツダ・サバンナ（ウェーバーダウンドラ+直管）であったが、第三京浜道路を走行中に2T-Gメカチューンのトヨタ・セリカにいきなり追い抜かれて敗北を喫して以来、北見の得意客となった。その後、北見チューンのポルシェターボで3か月意識不明になるほどの大事故を起こし、意識不明の間に自分の子どもが生まれていたこともあり、それ以来車を運転しなくなった。平本編の最終盤、平本自身がチューニングしたR32をノーマルに戻そうとしていたところに現れてそれを止め、R32の助手席に同乗。320km/h近い最高速度が出る車でありながら一般道でもスムーズに走る様子に、「北見には北見なりの、平本には平本なりのチューニングのやり方がある」ということを理解し、後述の平本の頼みを聞き入れる代わりに「この車で通勤したら楽しそうだ」という理由から、平本のR32を500万円で買い取った。
杉田（すぎた）
声 - 宮澤正
グリーンオートで働いている老メカニック。社長からは邪魔者扱いされている。北見とは深い関係があり、本人曰く「北見は恐いチューナーだが奴ほど腕の良いチューナーはいない」と平本たちに話していた。平本編の最終盤、平本が「時折入ってくる古いメルセデス・ベンツは彼でないと扱えない」との理由から社長に頼み込み、整備費用の水増しで置いておくことを約束してくれた。グリーンオートのある街では杉田に整備のイロハを教わった人間が多いため、クビにすると社長が笑い者にされそうだという理由もあった。

#### 相沢親子とその関係者

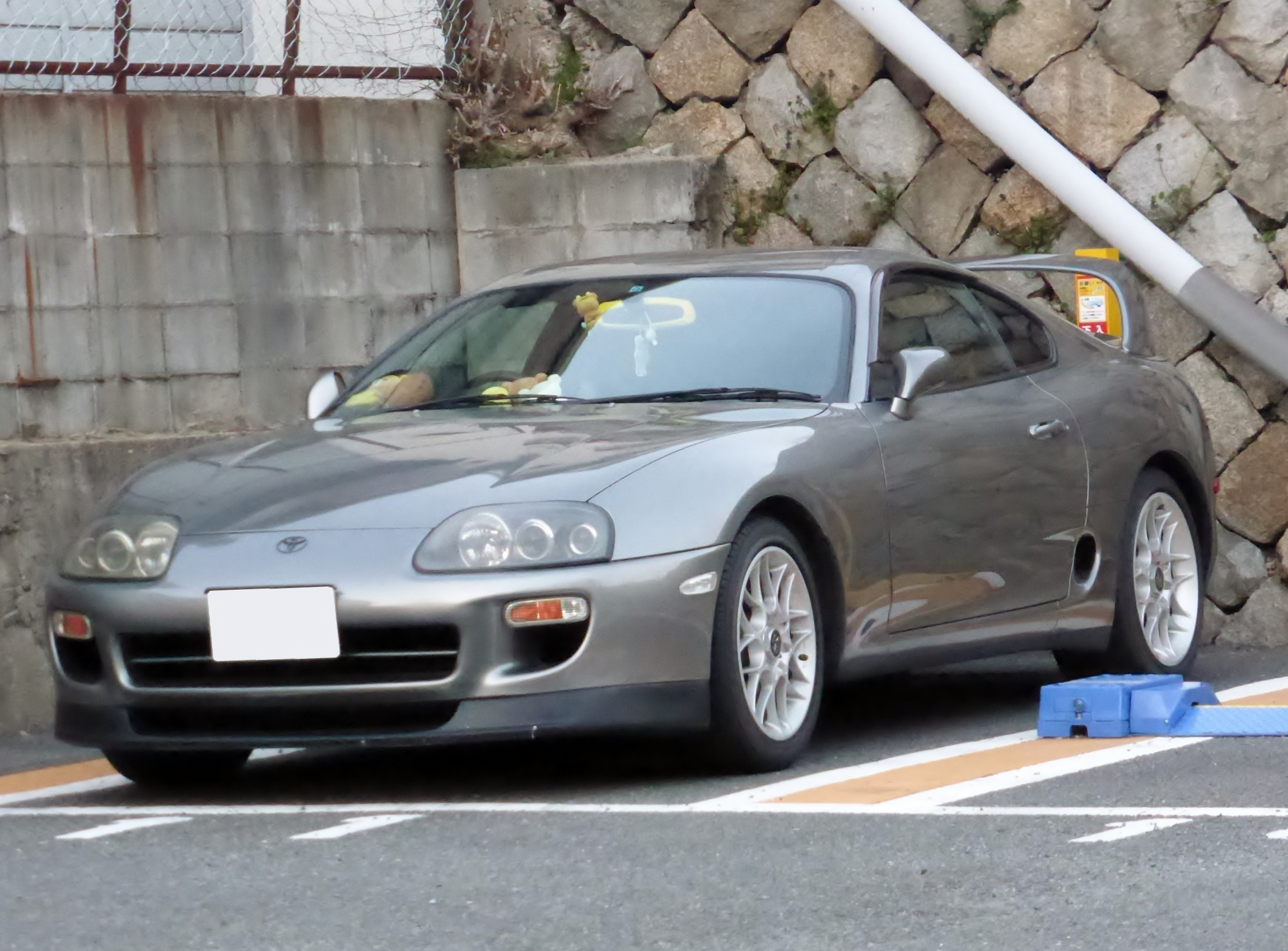
スープラ RZ (JZA80)

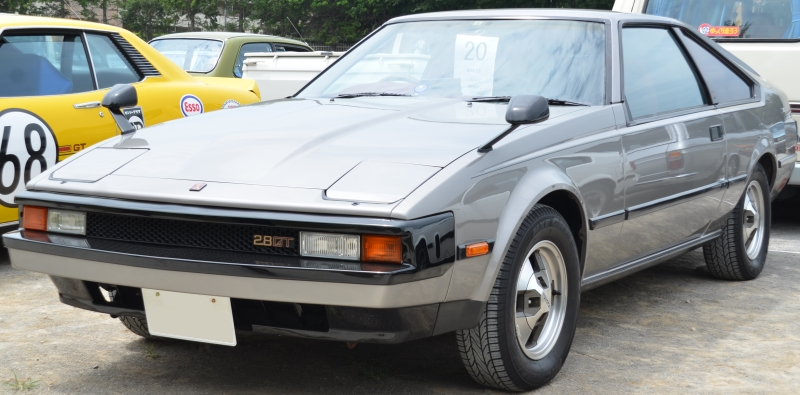
相沢洸一搭乗車と同型・同色のセリカXX 2800GT (MA61)

圭一郎編から登場した人物たち、ちなみに圭一郎には母親がいるが原作でも登場回数は多くはなくアニメ・ゲームは未登場のまま。
相沢 圭一郎（あいざわ けいいちろう）
声 - 鈴村健一（幼少期 - 佐々木日菜子）
搭乗車種：トヨタ・スープラ RZ (JZA80)
ボディーカラー…特注色と思われる明るいシルバー→ドーンピンクM(ファイタートーニング上段)
仕様・馬力：ガッちゃん特製エアロ・TRUST TD06(SまたはSH)-20Gツイン 約800馬力→400馬力
ナンバー：横浜34 を 61-980（アニメ）
大学生。愛称は「ケイ」。「幻の最高速ランナー」と呼ばれた相沢洸一の息子。最高速に生き、そして死んでいった父の後姿を追い、自らも首都高を走り始める。愛車は自らの手でT78タービンを装備し、スクランブルブーストで最大700馬力を発揮するスープラRZ(JZA80)。後に父の遺志を継いで集まったかつての仲間である山本、大田、高木、富永らの「本物の」チューニングによって戦闘力を上げていく。チューニング費用は父親と同じくホストで稼いでいる。山本と大田がエンジンをチューンし、富永がECU、上田が足回り、吉岡がエキゾースト、高木がボディ、さらに佐々木がエアロと、「現在考えられる最強のチューナーたち」によって仕上げられた最大800馬力を発揮するモンスタースープラを駆り、Zとブラックバードに挑む。バトル後、スープラはボディが歪みきりバトルには耐えられないクルマになってしまい手放され、ケイもホストを辞めて再び大学に通い始めたが、メンバーにより半分の400馬力まで耐えられるように修復、さらに父親のセリカXXと同じシルバーに再塗装された上で、ケイの元へと返された。
相沢 洸一（あいざわ こういち）
声 - 川島得愛
搭乗車種：トヨタ・セリカXX 2800GT (MA61)
ボディーカラー…ファイタートーニング(シルバー/グレー)
故人。ケイの父親で、かつて「幻の最高速ランナー」と呼ばれた走り屋。北見他旧世代のチューナー達にとって思い入れの深い人物（富永曰く「今のチューニング業界の大御所と言われている所で、知らない人間はいない」）。当時ノウハウも何もなかった「公道300 km/h」を本気で手にしようとしていた。愛車は特徴的な銀色のトヨタ・セリカXX。15年前のある日、北見と別れた直後、一般道で飛び出してきた酔っ払いを避けて事故を起こし急逝。彼の死がケイを走りに駆り立てる一因となった。なお、妻（ケイの母親）は「いつか彼が消える（死ぬ）」というのを何となく予想していた。
竜也（たつや）
声 - 小野大輔（ゲーム）
ケイが勤めていたホストクラブでナンバーワンのホスト。ケイの同僚であると同時に、彼にとっては父・洸一と面影の重なる人生の先輩でもある。走りの世界の人間ではないものの、隣に座ってケイに大事なことをいくつも気づかせた重要人物。妻子持ちだが仕事の関係上、職場では内緒にしている。アニメでの登場は一切なく、ストーリーも変更されている。ゲームには登場している。
島本（しまもと）
ケイと竜也の勤務先であるホストクラブの社長。ケイの母親は旧姓が島本であり、島本社長の実の妹でケイの叔父にあたる。これが本業になる前は別の仕事をしていた、洸一の死後息子のケイが現れ洸一の過去を話した。原作でも登場回数は多くはなくアニメやマキシシリーズでの登場もほとんどない。

#### FLAT RACING

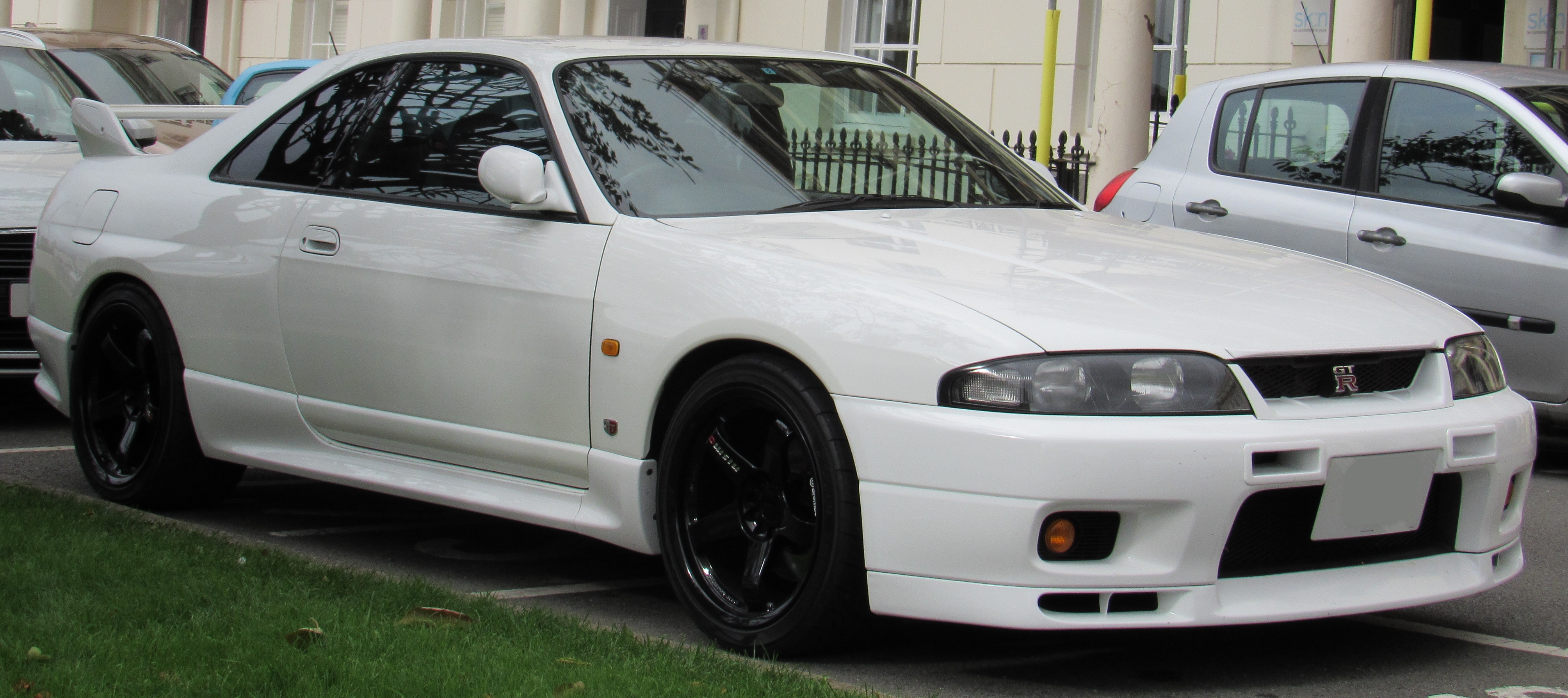
黒木搭乗車と同型・同色のスカイラインGT-R V-spec (BCNR33)

R200CLUB編に登場したGT-R専門のチューニングショップ、現在は開店休業の上にR200CLUBを脱退。WMMTシリーズではR33のチューニングを担当している。
黒木 隆之（くろき たかゆき）
声 - 高瀬右光
搭乗車種：日産・スカイラインGT-R V-spec (BCNR33)
ボディーカラー…ホワイト(アニメ・ゲーム)
仕様・馬力：HKS 56Tタービン 約800馬力
ナンバー：練馬33 き 26-649（アニメ）
スカイラインGT-Rにこだわる「スピードファクトリーFLATレーシング」の代表。29歳。効率ばかりを優先した仕事に嫌気がさし、現在は一人で得意客だけを見ている。彼もまたZの魔力に惹かれ、10年のノウハウをすべてつぎ込んだR33GT-Rで挑む。その戦闘力はブラックバードをも凌駕するほど。
気鋭のチューナー集団「R200CLUB」に所属していたがチームの迷走に行き詰まり、さらには仲間の三木の夜逃げに対するリーダー・元木の「火事場泥棒」的な行動と、ブラックバードに敗北した後の言い訳をきっかけに決別、脱退した。なお、WMMT4以降のストーリーでは三木は夜逃げしないため、11号台場線の芝浦PAで元木の負けた言い訳に失望し、R200CLUB脱退を表明した。
レイナのR32がセルシオに当て逃げされ(アニメではベンツのセダンで、当て逃げせずに弁償する意思を示している)、困り果てて彼女が自走して帰ろうとしたが、R32の見えないダメージに気づき、自走せずにすぐにキャリアカーに載せるよう指示。その後、レイナのR32がYM SPEEDの車であることに驚き、山本からも存在を知られていたことに驚いていた。
村上 ミカ（むらかみ ミカ）
声 - 東山麻美
フリーライター。チューニング雑誌のプロダクションで編集をしていた時に知り合った黒木とかつて恋仲であったことがある。その後破局し、車の世界とも距離を置いていたが、本当の自分の気持ちを確かめるために再び黒木に接近する。
WMMTシリーズには登場せず、4以降ではR200CLUB編のエピローグで黒木と会話している相手が三木に変更されている。

#### R200CLUB

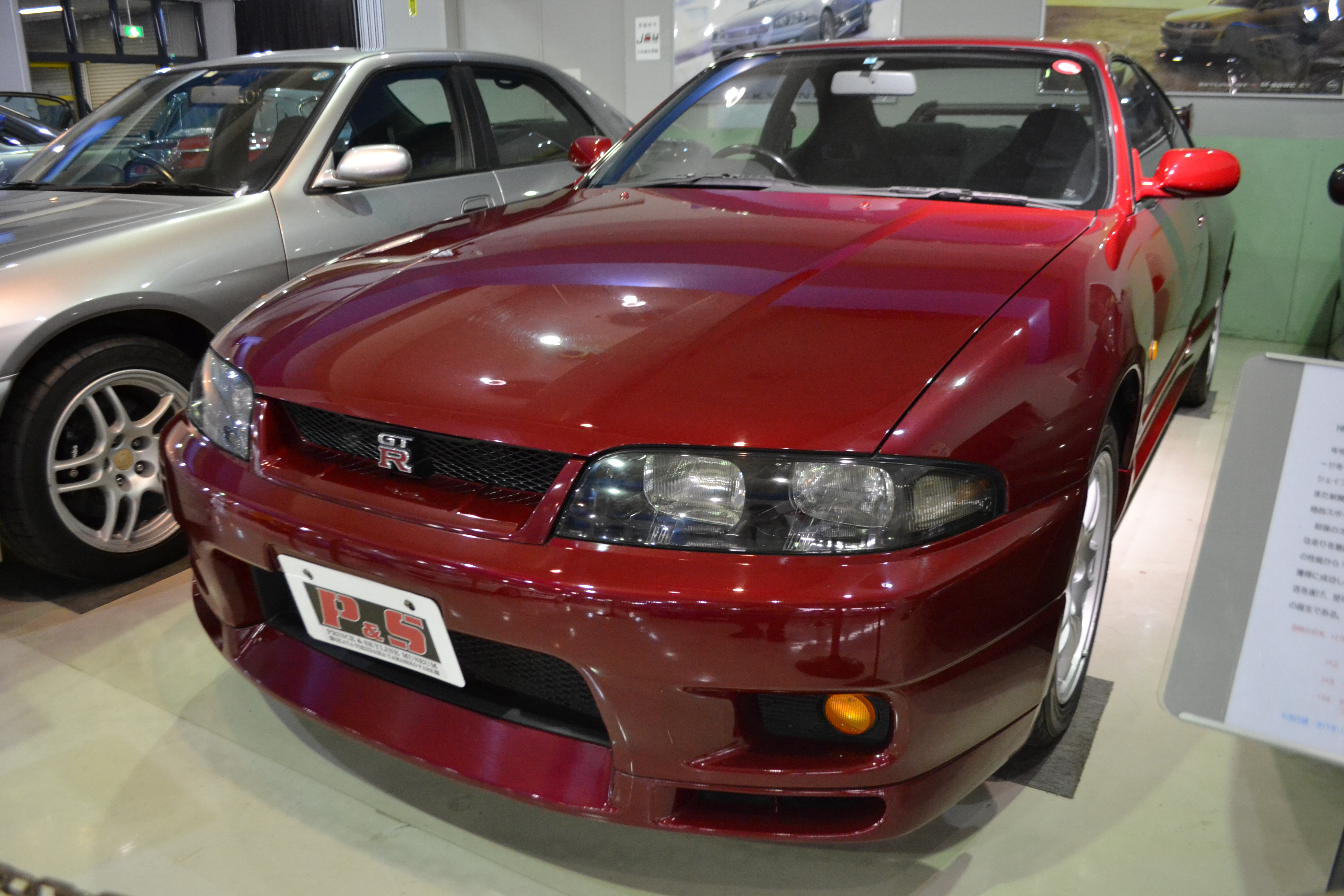
ゲーム初期・WMMTシリーズで同型・同色のスカイラインGT-R V-spec (BCNR33)

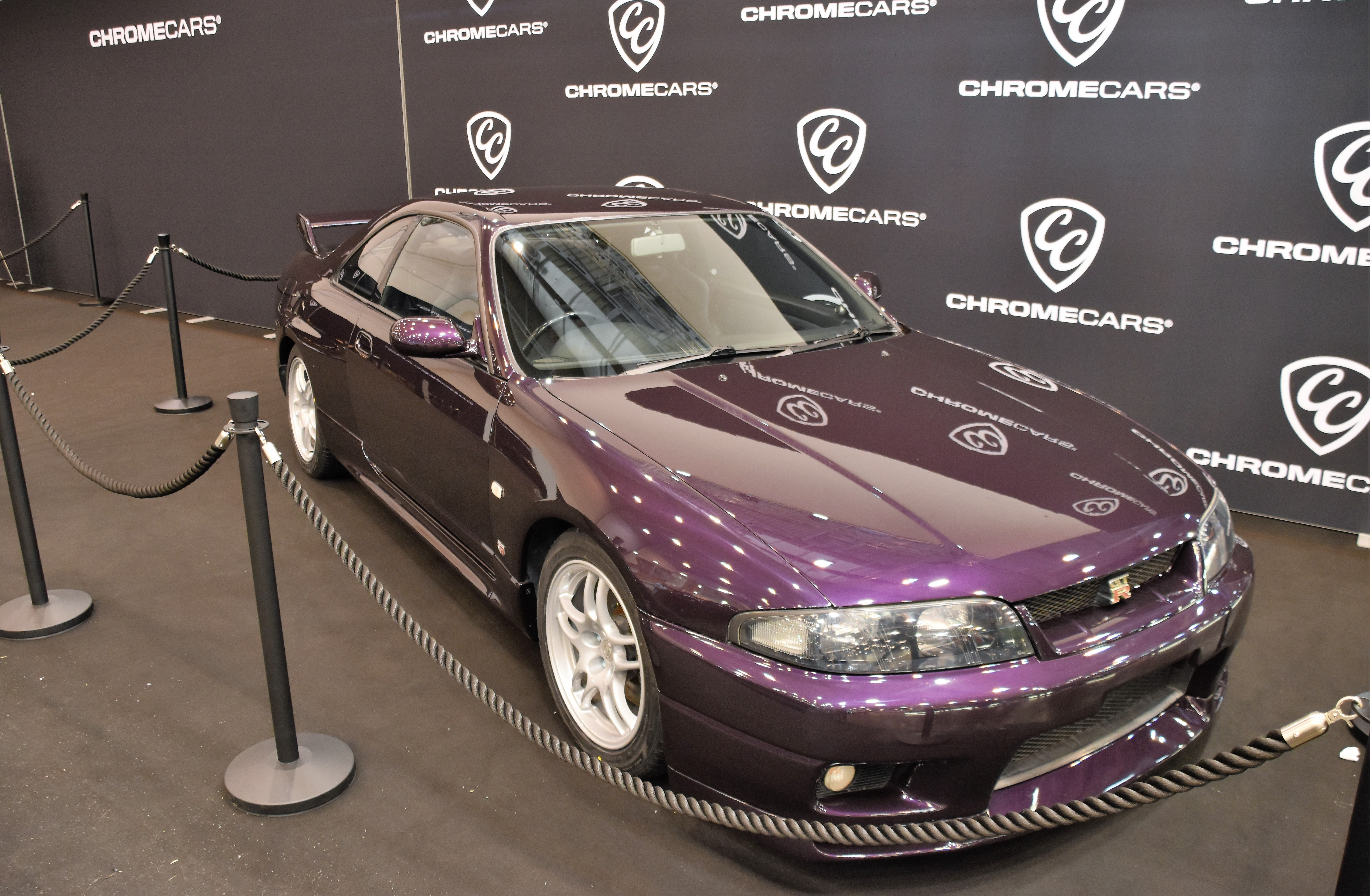
帝塚搭乗車と同型・同色のスカイラインGT-R V-spec (BCNR33)

R200CLUB編に登場した、谷田部で200マイル（約322 km/h）を叩き出したことがきっかけで元木康郎が発足したクラブ。所属するショップは全て、R33型GT-Rを所有しており、谷田部で200マイルを叩き出している。しかし最近は経営悪化で各ショップが厳しい生活を送っている上、仲間にも裏切られる。
元木 康郎（もとき やすろう）
声 - 四宮豪
搭乗車種：日産・スカイラインGT-R V-Spec (BCNR33) → 日産・スカイラインGT-R V-Spec (BNR34)
仕様・馬力：R33は詳細不明 R34はブーストアップ仕様 約400馬力
ボディーカラー…スーパークリアレッド（ゲーム初期・WMMTシリーズのBCNR33）、ダークグレーパール（PS3・PSPのBCNR33）、ライトニングイエロー（BNR34、アニメ版）
ナンバー:練馬33 し 29-492（BCNR33、アニメ）
R200CLUBのリーダーで、チューニングショップ「CCRファクトリー」の経営者。フルチューンののR33GT-Rを駆る。元々谷田部最高速で名をはせ、旧世代チューナーを否定して新しい何かを作り出そうとしたチューナーの集団であったが、経営の悪化、さらに北見や山本、太田といったこれまで自分たちが否定してきた旧世代チューナーたちの台頭に危機感を覚え自分達のショップの名を売るべく、首都高の「ハンパな伝説」を潰していく。
はじめはレイナのR32を「狩り」のターゲットにしていたが、途中ブラックバードと遭遇したことでターゲットを変更、帝塚と挟み込む作戦に出たがベイブリッジ上でクラッシュ。その後借金をしてR34GT-Rを購入する。
ブラックバードらに完全敗北したことで、首都高では自分たちが手も足も出なくなりつつある現状を実感するも、それを棚上げし「公道300キロなんてバカげた時代はもう終わり」「合法なサーキットでチューニングカーを楽しむ時代」と虚勢を張る。しかし、それは自分たちの「狩り」が失敗したことへの開き直りに加え、「首都高に蔓延るチューナーや走り屋に敵わないからサーキットへ行って金儲けをする」という負けた言い訳以外の何物でもなく、黒木を失望させる。それに追い討ちをかけるように、夜逃げした三木のショップに債権者が押しかける前にめぼしい物を持ち出すという火事場泥棒紛いの行動に及び、黒木と袂を分かつ原因となった（なお、WMMT4以降では三木は夜逃げしておらず元木が火事場泥棒を働く事がない為、黒木のR200CLUB脱退の理由は前者のみと描写されている）。
帝塚 良一（てづか りょういち）
声 - 勝沼紀義（ゲーム） / 松尾大亮（アニメ）
搭乗車種：日産・スカイラインGT-R V-Spec (BCNR33)
ボディーカラー…ミッドナイトパープルパール
ナンバー：??33 ? 45-311（アニメ）
R200CLUBのメンバーで、チューニングショップ「パワーハウスJAPAN」の経営者。フルチューンの紫色のR33GT-Rを駆る。元木同様にブラックバードをクラッシュに追いこもうとしたが、ブラックバードのあまりのスピードに恐れをなして自分がクラッシュしてしまう（しかし、R狩りが終わったあと、安彦によれば無事だったとのこと）。
園田 順（そのだ じゅん）
声 - 志村知幸（ゲーム） / ふくまつ進紗（アニメ）
搭乗車種：日産・スカイラインGT-R V-Spec (BCNR33)
ボディーカラー…ホワイト（ゲーム初期・WMMTシリーズ）、ソニックシルバーメタリック（アニメ・PS3・PSP）
ナンバー：習志野33 た 65-184（アニメ）
R200CLUBのメンバーで、チューニングショップ「JPPレーシング」の経営者。フルチューンの白いR33GT-Rを駆る。ブラックバードを追い込もうとして失敗に終わった元木から指示を受け、自滅覚悟の「かぶせ」を敢行する。ブラックバードの華麗なかわしでクラッシュこそ起こさなかったが、R200CLUBの「狩り」は完全な失敗に終わった。また、単に生意気であったからと無関係のFD3Sをクラッシュさせたり、チーム作戦外での行動を起こしてしまうこともしばしば。ゲーム版でもプレイヤーの走行進路を妨害する「かぶせ」行為を行ってくる。
三木 安彦（みき やすひこ）
声 - 風間勇刀
搭乗車種：日産・スカイラインGT-R V-Spec(BCNR33)
ボディーカラー…ソニックシルバーメタリック（WMMTシリーズ）
R200CLUBのメンバーで、チューニングショップ「Night On Racing」の経営者。黒木同様にR200CLUBの迷走に内心では不安を感じているものの、自分自身のショップも経営悪化が深刻化している現状に、不本意ながら「狩り」に協力し、元木のR33に同乗。面倒見が良く、黒木にはS30のスクラップブック等を渡していたが、免停中で走りからは遠ざかっており、自身が所有するR33はブレーキローターが真っ赤に錆びていた。黒木には免許が戻ったら走り出すと言ったものの、現実はショップの経営は芳しくなく、遂には経営破綻に陥り夜逃げした。それでも黒木にとっては尊敬できる先輩に変わりなく、しばしば彼の声を頭の中に響かせていた。WMMTシリーズでは劇中になかった彼のマシンと走るステージがある他、WMMT4以降では夜逃げしておらず、R200CLUB編の最後まで登場し、Zとブラックバードに敗れた黒木の元に三木が訪ねてくる場面がある。
大山 春吉（おおやま しゅんきち）
声 - 小谷津央典
R200CLUBのメンバーで、チューニングショップ「GTショップビコーズ」の経営者。「狩り」では園田のR33に同乗。WMMT及びPS2・PS3・PSPのゲーム作品には未登場。
安岡 光（やすおか ひかる）
声 - 西凜太朗
R200CLUBのメンバーで、チューニングショップ「スピードガレージジャッキー」の経営者。「狩り」では帝塚のR33に同乗。WMMT及びPS2・PS3・PSPのゲーム作品には未登場。

#### WORKS-Rと稲田製作所

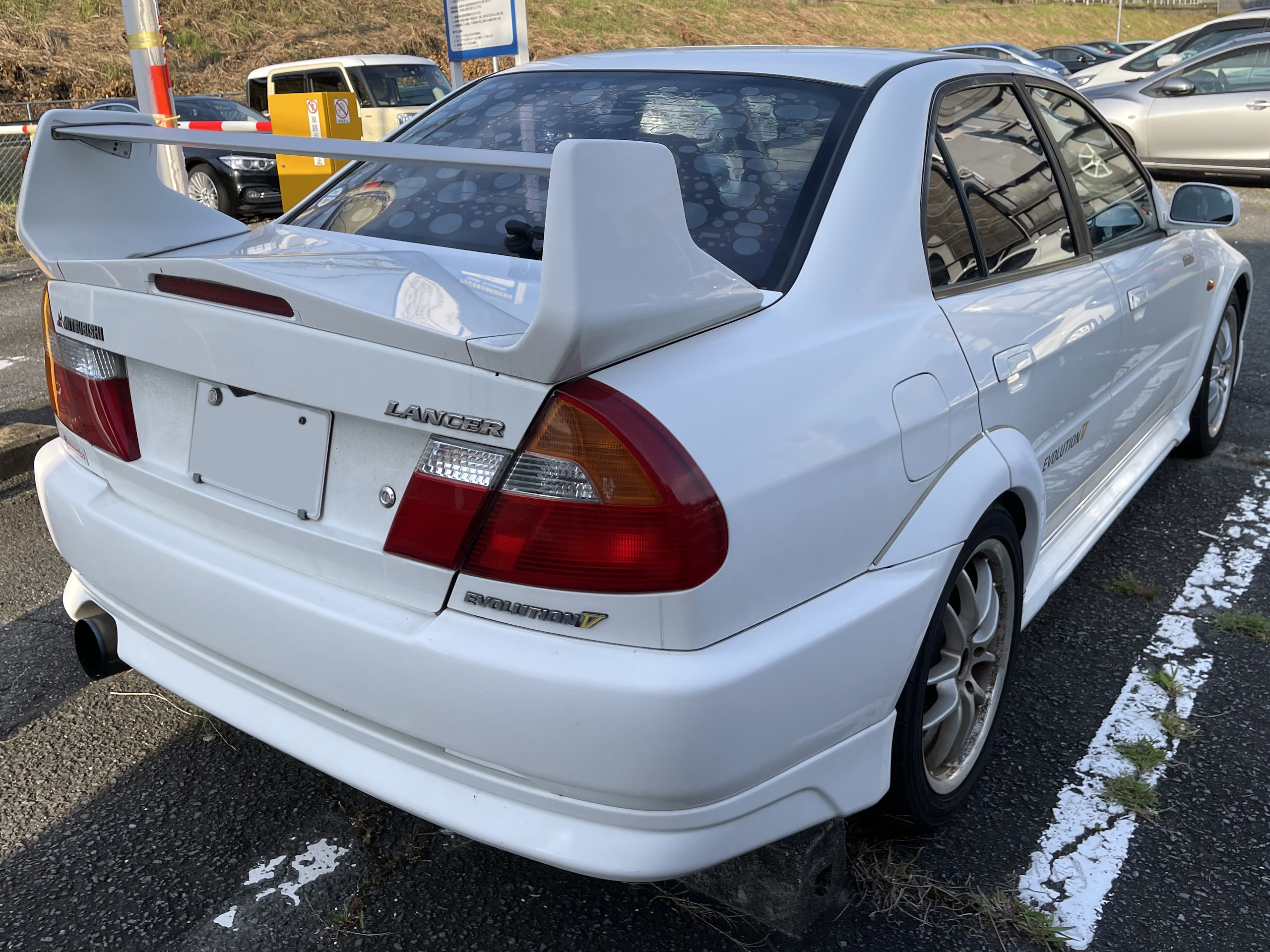
ホワイトのランサーエボリューションV GSR

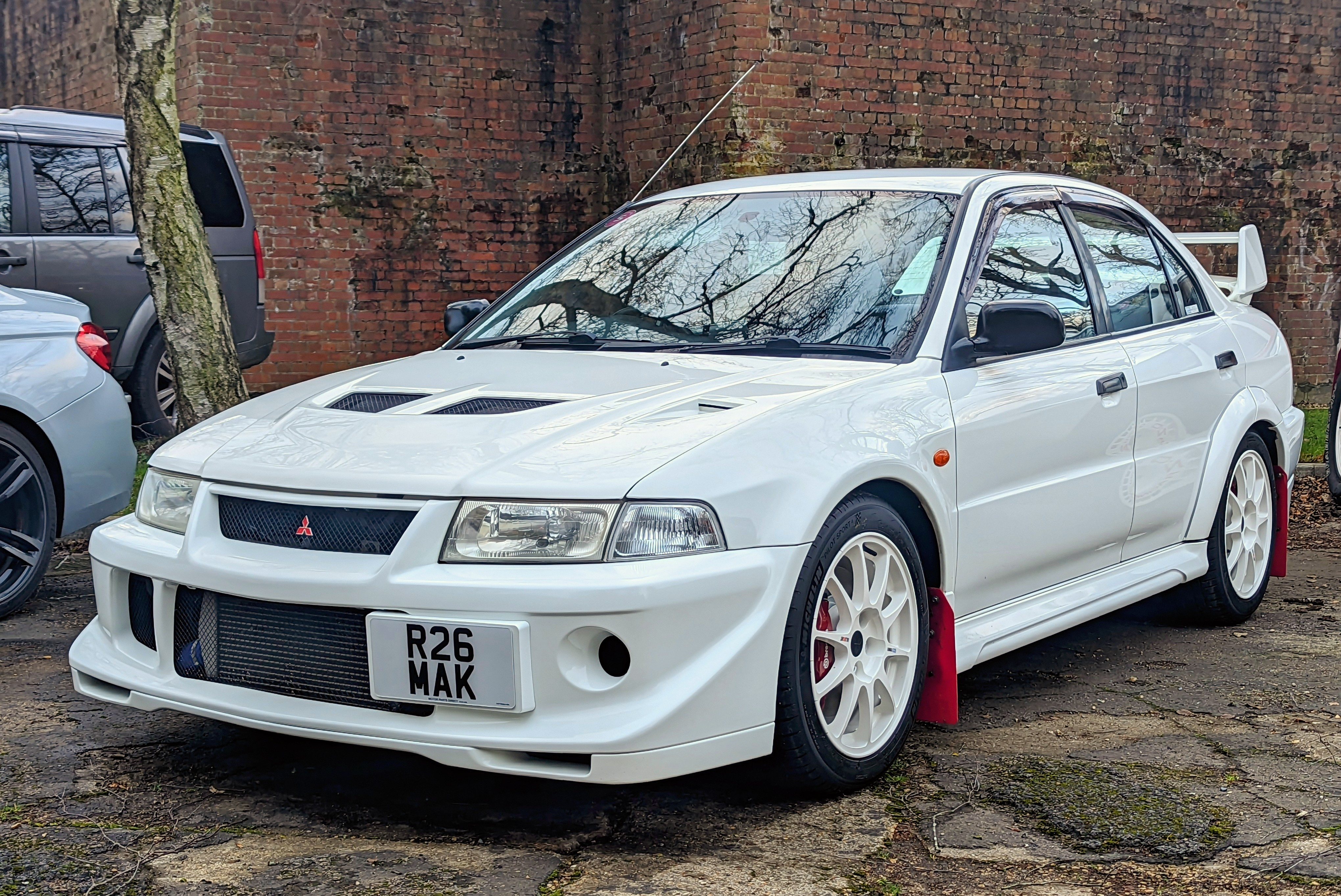
神谷搭乗車と同色のランサーエボリューションVI RS（画像はトミ・マキネン・エディション）

エイジ編から登場、阪神高速環状最速なにわ（大阪府なにわ市）のエボ兄弟、稲田との関係もあり北見とブラックバードは稲田のマフラー目当てに大阪に行っていた。
神谷 英次（かみや えいじ）
声 - 宮本充
搭乗車種：日産・スカイラインGT-R (R32)（直接の描写なし）→ 三菱・ランサーエボリューションIII (CE9A)（直接の描写なし）→ 三菱・ランサーエボリューションV RS (CP9A) 
ボディーカラー…ランスブルー
仕様・馬力：4G63改2.2L仕様　シゲ特注のマフラー+エキマニ、純正改タービン（メタル加工）　450馬力
ナンバー：なにわ33 へ81-265（アニメ）
作中では「エイジ」と表記されている。他の女性と家を出て行った父親の後を継ぎ、継母とその連れ子のマキの面倒を見ながら借金だらけの青果店（大阪市東城東区）を立て直した（継母は英次と年が少ししか離れておらず、北見と島は英次の妻と勘違いしていた）。チューニングショップのデモカーとのバトルで、乗りなれないランエボでありながら、デモカーを追い詰める島を見て、抑えていた東京への想いを募らせる。
シゲと父親（アニメ版では亡くなっていることになっている）の後押しで気持ちにけじめをつけるため3か月限定で東京へ。そこでRGOに出入りするようになり、リカコと共にランエボをチューニング。450馬力でも300km／hを出せるクルマに仕上げた。
チューニングショップの経営をすることはできなくなってしまったが、彼のガレージを見て北見と島は驚いていた（ツール、溶接器具、フライス盤はおろか、エンジン室まで完備し、自作のFRPパーツまで揃っていると言う本格的なもの。
元々はR32スカイラインGT-Rに乗っていたが、エボIIIに乗り換えたことが作中で語られている。この時、周囲の人間からは「流石のエイジもランエボでは環状最速の座は維持できない」と思われていたが、エボIIIに乗り換えて以降の方がR32GT-R時代よりも速く、エボVに乗り換えてからは最早手が付けられない速さになったことが語られている。
なお、MAXIMUM TUNEシリーズでは3DX以降、一部のストーリーにおいてRGOデモカーのランサーエボリューション X GSR (CZ4A)に乗って登場する。
神谷 マキ（かみや マキ）
声 - 鈴木達央
搭乗車種：日産・シルビア (S14)（直接の描写なし） → 三菱・ランサーエボリューションVI RS (CP9A)
ボディーカラー…スコーティアホワイト（WMMTシリーズ）
仕様・馬力：純正改タービン（メタル加工）仕様　約400馬力
ナンバー：大阪33 よ 20-552（アニメ）
大学生で、エイジの異母弟。血の繋がりはないが、エイジのことは実の兄のように慕っている。S14シルビアからランエボVI(CP9A)に乗り換え環状エリアで名が知れるほどになったが、エイジから見ればまだ未熟。「どんな時でもクルマのサイズを頭に入れて走らせろ」というエイジの言葉を、最初は疎ましく思っていたが、走り込むうちにその意味を理解しはじめる。また、東京からやってきた島と出会い、島が運転する自分のランエボVIの走りを見て、走らせ方は違うが最終的な考えはエイジと同じであることを感じ取る。
稲田（いなだ）
声 - 西前忠久
マフラー作りの名人。愛称は「シゲさん」。大阪で「稲田製作所」を営んでいる（最近はもっぱら「近所の単車コゾー」の直管マフラーを作っている）。20年前の青山ゼロヨン全盛期に上京し、性能はそれほどでもないがハイトーンのエキゾーストで乗り手に高揚感を与えるマフラーをつくることで有名になる。そのまま東京に住み着くが、地上げにあい、自堕落な生活を送った結果「あの音」を作り出すことができなくなってしまった。失意のうち大阪へ戻った後、10年の歳月を経て再び「あの音」を取り戻す。エイジのエボVや、島のブラックバードのマフラーを製作する。

#### 元ZEROのメンバー

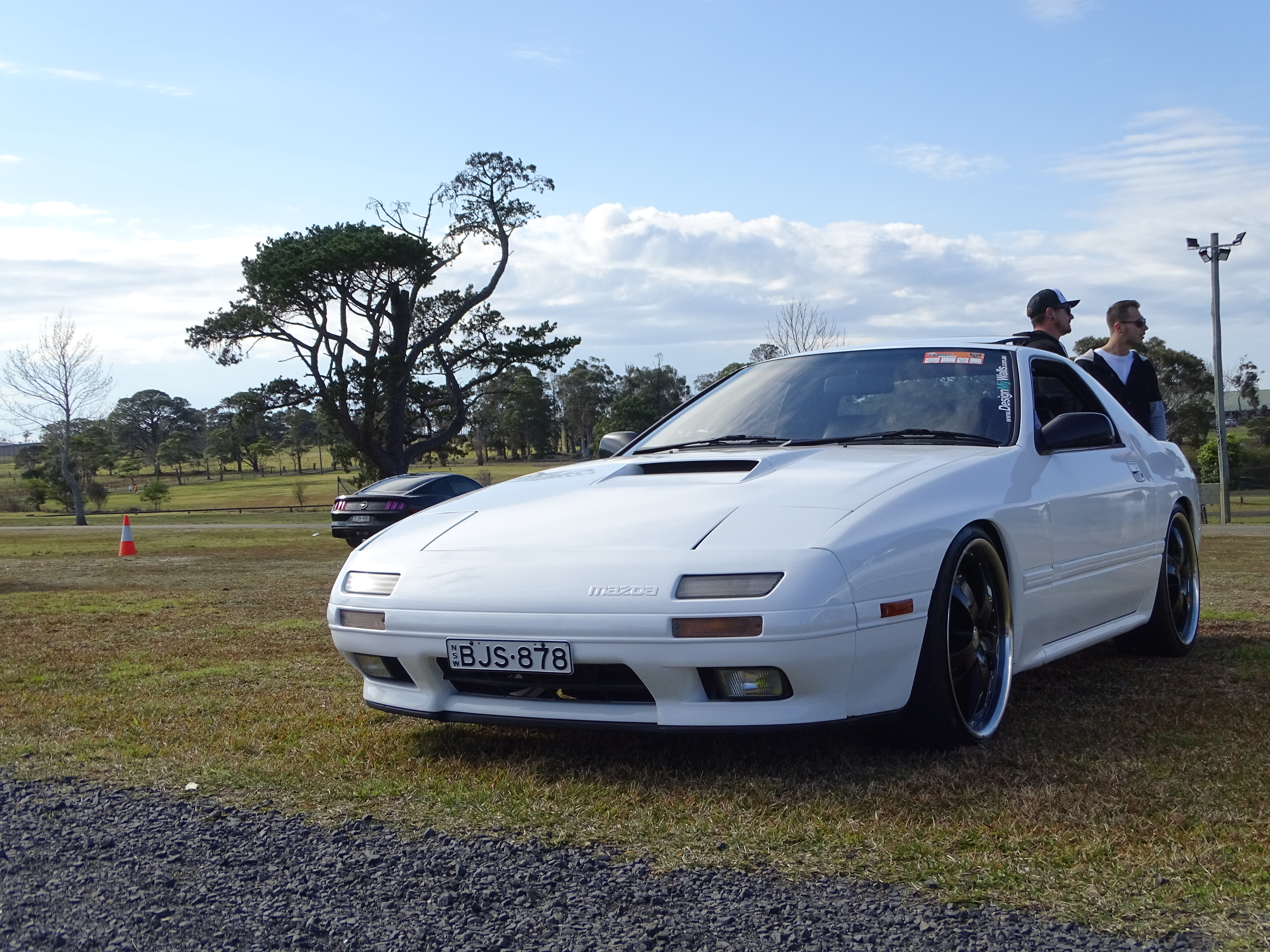
城島搭乗車と同型・同色のサバンナRX-7 GT-X

城島編に登場したブーストアップ専門で売り出したチューニングショップ、解散前には富永も関わっていた。
城島 洸一（きじま こういち）
声 - 堀川仁
搭乗車種：マツダ・サバンナRX-7 GT-X (FC3S,後期型)
ボディーカラー…クリスタルホワイト
仕様・馬力：詳細不明 450馬力
主な外装パーツ…特製フォグランプ付きフロントバンパー、GTウィング
ナンバー：品川510 し 19-208（アニメ）
自動車評論家。東京生まれの東京育ち。かつてはチューニングショップ「ゼロ」に所属していた。「ビッグマウスの一発屋」と呼ばれた過去を否定するような態度を取っていたが、仕事で知り合ったレイナからアキオとZを紹介され、走りへの想いが蘇る。ロータリーエンジンより速いエンジンが他にもあることを認めつつも自分にとって特別な存在であるFCにこだわり、かつて「ゼロ」で仕上げたその個体を捜し求めた。ついには所有していた「伝説のプライベーター」林から譲り受ける。
「ゼロ」で乗っていたFCは城島が初めて買った車であり、手放した後に再び城島の下に巡ってきて「ゼロ」でチューニングを行う車となっている。
また一時的とはいえ、FCの名義を変更してアキオに所有させ、あらゆる知識を与えた。初めて乗った悪魔のZを即座に乗りこなす、カーボンモノコック化したブラックバードと対等に走るなど、北見からも「チューニングカーがわかっている」と評されるほどのドライビングテクニックを持っている。限られた期間で林と富永の手により最高の状態に仕上がったFCでZとブラックバードを狙う。初代AC版（R、PS2版も含む）ではちょうど連載途中であったために、最終的に付けられたGTウィングがついていない。
漫画ではエイジ編終了後に城島が司会を務める自動車番組「ドライブGOGO」へレイナが出演することになったのがきっかけで登場し、レイナが走り手であることを城島が知るのはその後になるが、アニメ版ではレイナが登場した時点で既に城島とともに「ドライブGOGO」に出演。城島もレイナが走り手であることを既に知っていて、ほとんどレギュラーキャラの位置づけになっており、レイナに（漫画では山本が教えた）悪魔のZに対する推測を教えたり、R200CLUBがレイナ（と悪魔のZやブラックバード）を狙っていると忠告したりしている。
初期業務用・PS2・PSPで何度も発せられる「ぷーッ」は笑い声ではなく、深呼吸の音（このセリフを言う前に悪魔のZに搭乗、燃料をスッカラカンにするまで運転した後のセリフだった）。なお、初代及びRのナンバープレートも【PUU】である（各マシンのナンバープレートを公式HPに入力すると攻略方法が分かる仕様だった）。
町田（まちだ）
声 - 藤原啓治
ブーストアップ専門のチューニングショップ「ZERO」の元チューナー。城島には「どうってコトないブーストアップでもアイツが仕上げるとえらくイイ」「アイツならこのZ（悪魔のZ）以上のモノを作り上げるかもしれない」と絶賛されており、さらにはロータリー嫌いの富永をも虜にしたことから、天才的なセンスを持っていたことがうかがえる。城島は彼にFCをもう一度走らせようと協力を仰ぐが、「ZERO」が解散して5年、妻子を持ち車とは無関係の仕事に就き、ひとつの家庭を築き上げていた彼は城島の誘いを拒否。FCの行方だけを城島に教えた。
ミッちゃん
町田の妻で、娘もいる元ZEROの経理担当者。当初は町田が住んでいたアパートが無くなったがために、彼女のアパートに転がり込んできたらしく娘の誕生と共に急いで籍を入れたらしい。
松木（まつき）
元ZEROの経営者で現在は本人曰くキャバクラの雇われ店長をしているとのこと。外食系で商売上手。以前は北見との関わりがあってポルシェのチューニングを依頼したことがある。勤務先で北見と城島に再会を果たす、特に北見からは「あの時ポルシェを持ってきてくれたお前に感謝している」といわれるくらい恩義があった。

#### 共同石油
城島編に登場。御殿場の石川自動車へFCを探しに来た際に、「伝説のプライベーター林」と出会う。富永と面識があり、北見も存在を知っていた。
林（はやし）
声 - 石井康嗣
搭乗車種：マツダ・サバンナRX-7 GT-X (FC3S,後期型)
ボディーカラー…クリスタルホワイト
主な外装パーツ…特製フォグランプ付きフロントバンパー
ナンバー：沼津55 し 61-725（アニメ）
御殿場で共同石油ブランドの看板を掲げたガソリンスタンドを営む。人呼んで「御殿場のREオヤジ」「伝説のプライベーター」。オキからは「所長」と呼ばれる。ロータリーエンジン車のチューニングを得意とする。「REは中古が安くて速いから」REチューンにハマったんだとうそぶくが、本心では昔からいつでもチューンドREがイチバンだと思っている。プライベーターながらプロのチューナー以上の腕を持ち、かつては林の組んだ車は様々なステージで北見チューン車と競いあっていた。中古車屋に流れていたFC3S(解散した「ZERO」のデモカーだった)を入手しレストアしていたが、城島の情熱に打たれて譲り渡し、悪魔のZに対抗するためさらにチューニングする。WMMTシリーズではFC3Sのチューニングを担当している。
オキ
搭乗車種：マツダ・RX-7 Type R (FD3S)
ボディーカラー…ライムグリーン(WMMTシリーズ)、ピュアホワイト(PS2、PS3、PSP、ドリフトスピリッツ（擬音Ver.）)
主な外装パーツ…特製フォグランプ付きフロントバンパー、GTウィング、センターマフラー化
御殿場周辺をテリトリーとする箱根最速の走り屋。林が手がけたライトチューンのMAZDA RX-7 Type R (FD3S)は箱根に雑誌取材でやって来るプロをカモる程の速さであったが、アキオとZに完敗。「本物の走り」を知るためにアキオの駆るZEROのFC3Sと首都高で決着をつけるべくさらなるチューニングを施して挑む。しかし、「本物の走り」を間近で見たことで自分の走りのセンスのなさに気付く。
初代アーケード及びRでは登場していないが、PS2版では追加キャラとして登場している。

#### ガレージACE

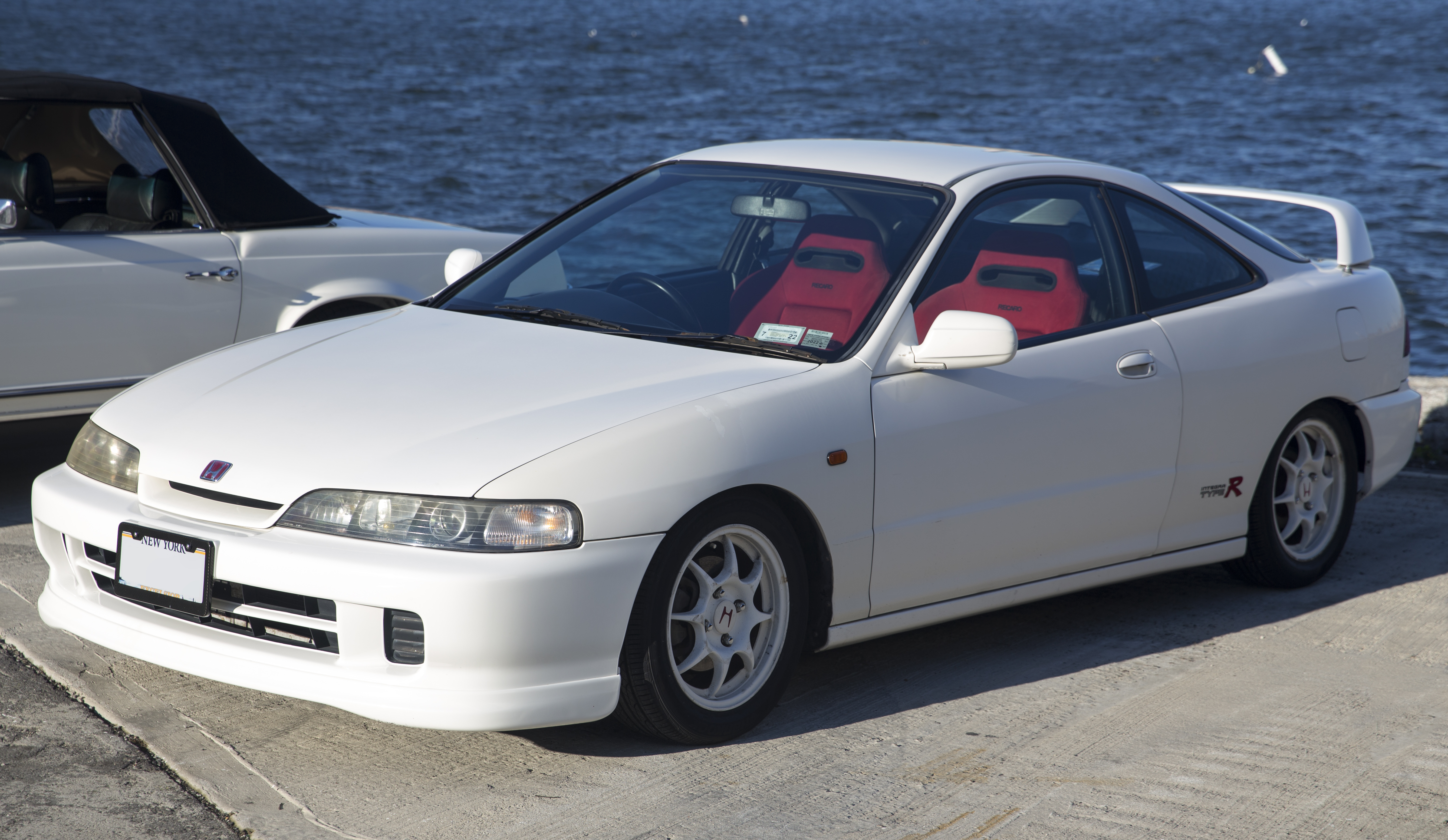
友也搭乗車と同型・同色のインテグラタイプR (DC2)

ガレージACE編に登場したGT-R専門のチューニングショップ、R殺しのインテRをお仕置きするため34Rのデモカーで追撃し友也を感動させた。また城島編ではアキオとの面識がある。WMMTシリーズではR32とR34のチューニングを担当している。
友也（ともや）
搭乗車種：ホンダ・インテグラタイプR (DC2)（WMMT3DX・3DX+では日産・180SX）→日産・スカイラインGT-R (BNR32)

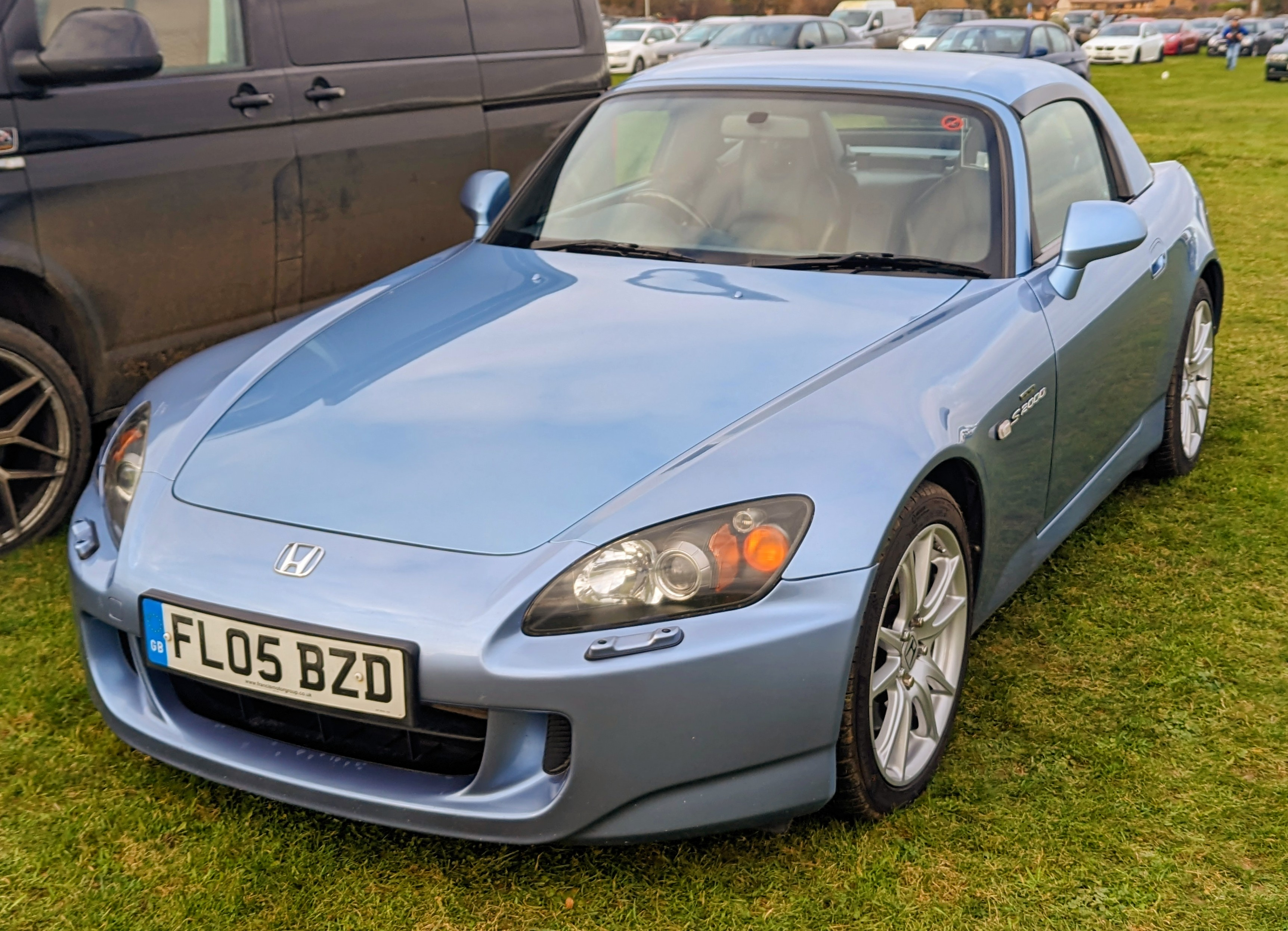
ユウジ搭乗車と同型のS2000

ボディーカラー:チャンピオンシップホワイト(DC2)→ライトニングイエロー(WMMT1、BNR32)、ホワイト(WMMT2以降、BNR32)
仕様・馬力：詳細不明・約200馬力(インテグラ)
主な外装パーツ…フロントリップスポイラー、エアロミラー、GTウィング(DC2)→カーボンボンネット、カーボントランク、GTウィング(BNR32)
専門学校生。DC2型インテグラタイプRを駆り、首都高速都心環状線外回りでGT-Rを追い掛け回す「Rキラー」と呼ばれていたが、ACE 後藤が駆るBNR34型GT-Rに完敗する。その後インテグラをブローさせてしまうが、後藤にセンスを見込まれACE入りし、後藤が作り上げたデモカーのR34 GT-Rを駆るようになるが、ブラックバードとのバトルの際、そのGT-Rを汐留S字コーナーでクラッシュさせてしまう。その後、後藤やアキオの協力を得てR32をベースにした新たなデモカーを製作する。柔軟で素直な性格。自分やその周囲を鳥瞰（俯瞰よりもさらに高い、文字通り鳥の視点）で見る感覚で動くことのできる稀有な才能を持つ。
後藤 元（ごとう げん）
搭乗車種: 日産・スカイラインGT-R V-specII (BNR34) (ACEデモカー)
ボディーカラー:ライトニングイエロー(WMMT1)、ホワイト(WMMT2以降)
主な外装パーツ…フロントバンパー、カーボンボンネット、GTウィング(BNR34)
「ガレージACE」代表。GT-Rに心酔しており、RB26DETTのチューニングを10年以上続けている。ある日、C1外回りで「Rキラー」と呼ばれていた友也のインテグラタイプRを自らデモカーのBNR34で撃墜する。その後転がり込んできた友也の走りの資質に興味を持ち、それ以降弟のようにかわいがる。友也が全損させてしまったGT-Rの保険金を破綻気味だったショップ再建の資金としたため、新たなデモカー作りをアキオと友也に託した。「金属加工なら何でもできる」ほど手先が器用。
城島編にて端役で初登場している。城島の取材のために貸し出したR33のデモカーを走らせるアキオを見て、改造車というものをよく理解しているドライバーだとすぐに見抜いた。
チューナーとしての腕は高く、彼の組むエンジンは富永をして「非常にその気にさせる」と評価させた。
北原 今日子（きたはら きょうこ）
元外資系銀行融資課のエリートで後藤のACEを担当。友也とは同棲していた。登場初期は合コンに出席したり、缶ビール片手に友也の車でドライブしたりと遊んでいる風の人柄だったが、後期には知的でクールな女性になっている。キャリア指向であったが、後藤との出会いで「知ったコトにより見える世界」を知り、そして見えたことによって価値観がかわり、ACEへの転職を決意。銀行の融資引き上げを引き延ばし、さらに企画屋の品川を唸らせるほどの手腕を発揮する。

#### 山下ファクトリー

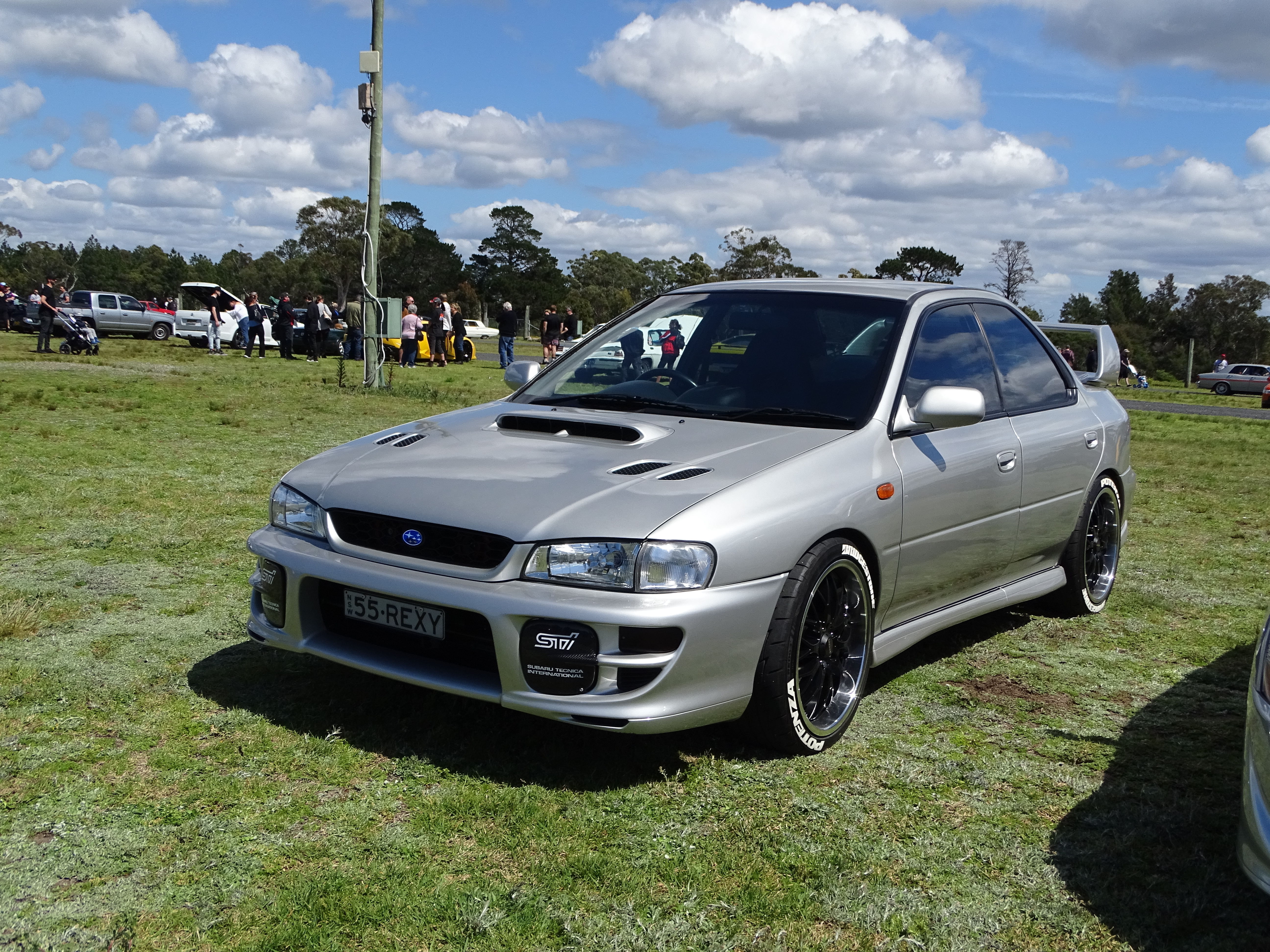
森下搭乗車と同型・同色のインプレッサ WRX STi (GC8)

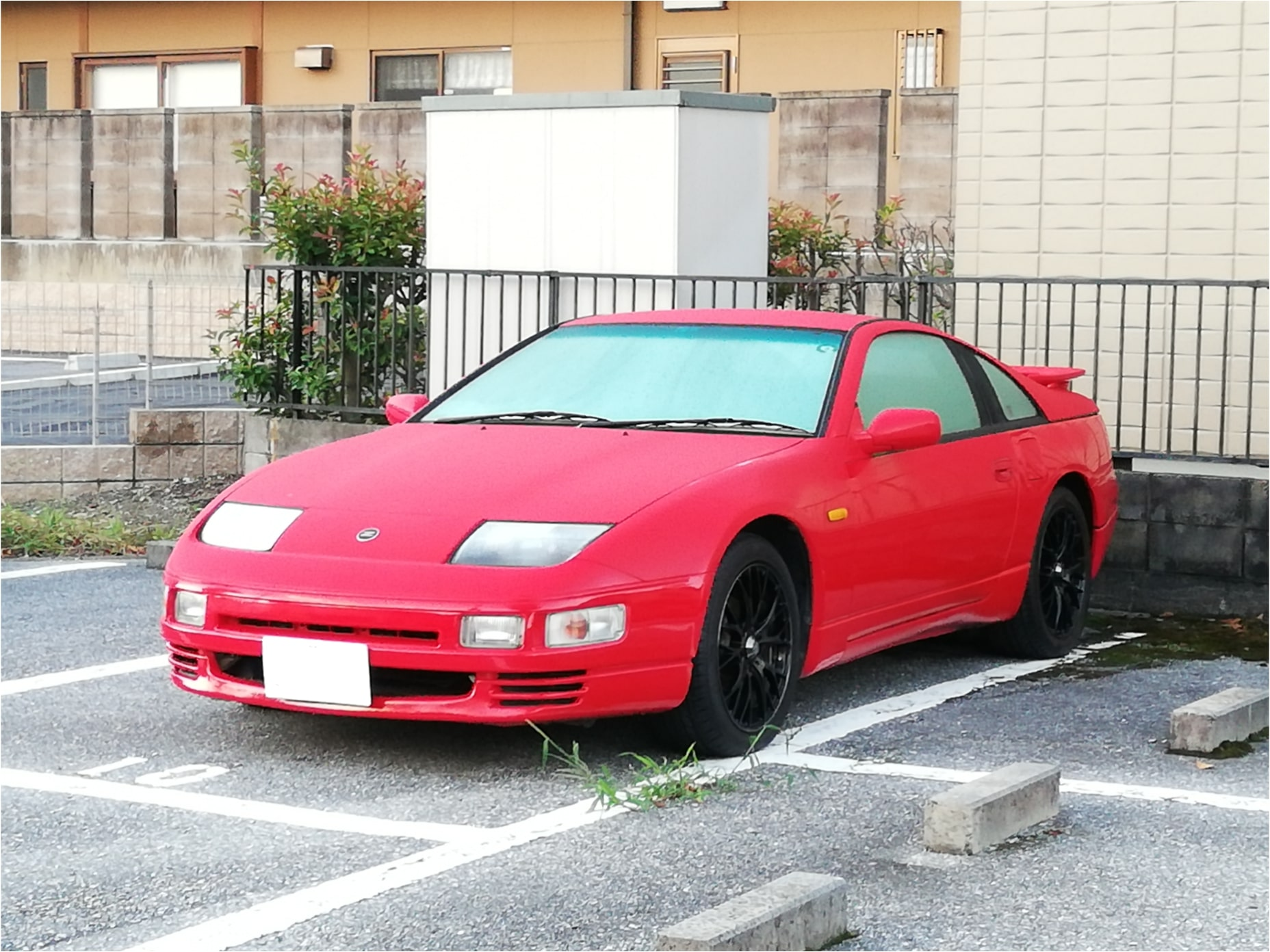
山下搭乗車と同型・同色のフェアレディZ 300ZX (Z32)

マコト編に登場したZ32専門のチューニングショップ、バブル景気の時代にはPMCレーシングのチューナーとして山下は活躍していた。また木村のとっちゃんと富永とは面識がある、木村からは「Z32でもう一度チューニングをやるなら、次は絶対に泣くなよ」と釘を刺されていた。WMMTシリーズではZ32のチューニングを担当している。
森下 マコト（もりした マコト）
搭乗車種：スバル・インプレッサ WRX STi (GC8) → 日産・フェアレディZ 300ZX (Z32)
ボディーカラー：アークティックシルバー・メタリック(WMMTシリーズのGC8)・イエローパール(WMMTシリーズのZ32)、ダークブルー(PS3のZ32)
主な外装パーツ…社外フロントバンパー、社外ボンネット、GTウィング(GC8)、特製フロントバンパー、カーボンボンネット、GTウィング(Z32)
彼氏「ヒロキ」の機嫌をとる為に、「カネ掛けまくりの走り屋仕様」のGC8型スバル・インプレッサに乗っていたが、レイナや悪魔のZとの出会いをきっかけに彼氏と決別、インプレッサも売却する。その後、「山下ファクトリー」の山下とともに、Z32型フェアレディZを作り上げ、悪魔のZに挑戦する。 アキオからして、離隔的な者は本物と言った。
山下（やました）
搭乗車種：日産・フェアレディZ 300ZX (Z32)
ボディーカラー：スーパーレッド(WMMTシリーズ、PS3)
「山下ファクトリー」代表。人情に篤い性格で、インプレッサの売却に悩んでいたマコトを見かねて声を掛ける。若い頃からZ32に惚れこみZ32チューンで名前を売っていたが、その苦労して作り上げたVG型エンジンを「幻のF1タービン」を組み挑んだ谷田部の最高速トライアルにてブローさせてしまった苦い経験を持つ。周りがZ32から離れる中、それ以降も頑くななこだわりを持ち続けており、チューニング（というよりZ32）に対して独自のポリシーがある。自称「Z32しか速くできない男」。しかしそのチューニングの腕の確かで、富永をして「あいつがZじゃなくGT-Rをやっていたら、間違いなく名の知れたチューナーになっていた」と言わしめた。チューニングからの引退を決意し、自分のノウハウをすべてつぎ込んだZ32をマコトに託した。
木村（きむら）のとっつぁん
タービン専門のオーバーホール職人。「幻のF1タービン」とよばれるいわく付きのIHI製RHC6RACINGタービンを隠し持ち、悪魔のZにセットすることを心待ちにしていた。スケベだが職人気質で、口は悪いが技術力は本物。昔は船舶関係の過給機を扱っていた。
本人曰く、アキオに対し「自分の若いころに似ている」とのことだが、北見からは不評を買った。

#### 相沢洸一の元仲間たち

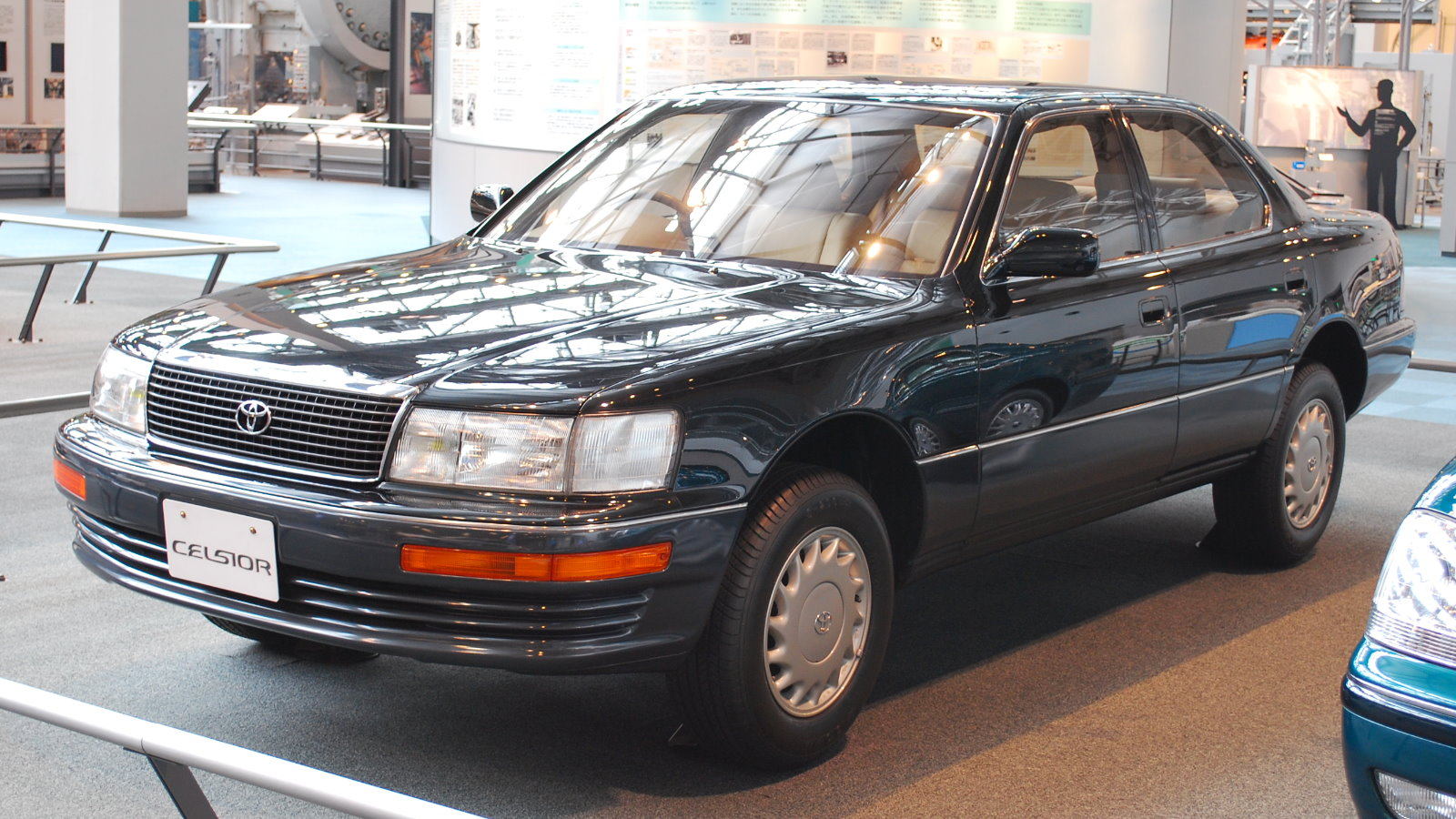
佐々木搭乗車と同型・同色のセルシオ (UCF10)

高木は悪魔のZ復活編からで、彼以外は圭一郎編からの登場となり、富永とガッちゃんはレギュラーキャラクターに昇格。上田と吉岡はこれ以降登場はなくなった。しかし結局彼らは圭一郎編の終盤で北見に「ケイに無事に帰ってきて欲しいことを願い、ケイに走っている内に見えてくるものを伝えてやらなかった」という理由で叱責を受けることになってしまった。
高木 優一（たかぎ ゆういち）
声 - 石原凡（ゲーム） / 立木文彦（幼少期 - 岡林史泰）
板金修理工場「ボディショップSUNDAY」社長。のちに「タカギボディワークス」に名称変更。また、相沢洸一のセリカXXのボディーワークをしたときの工場の名前は「タカギ板金」（元々は彼が働いていた板金屋が倒産し、その負債ごと引き継いだ）だった。
天才的なボディワークの技術を持っており、彼が手を入れたボディは他とは全く違った仕上がりを見せる。ガッちゃん曰く、どんなバカやニブいヤツでもわかるらしい。中学卒業後にすぐ板金業界に入り、不器用で要領の悪い仕事振りから「グズいち」とあだ名をつけられていたが、北見にボディー製作を依頼されたことで才能が開花し数々のレーシングボディを製作。280km/hでクラッシュし、スポット溶接が多くしてある為に修復不能とされていたグリーンオート二代目社長のポルシェを、北見が「あれはもう新車だ。おまけにあのケツの重いRRがウソのようにまっすぐ走る。あんなポルシェはどこにもねえ。」と唸るほどに蘇らせるなど腕は確かであり、悪魔のZのボディを作り上げる事となる。
車が好きで好きでたまらない性格をしており、精魂込めて直した車を粗末に扱うオーナーに絶望し、一時は自分では車を扱わないようにしていた。アキオに出会うまでは昔とは違い常にスーツ姿の商売人然とした人間であったが、アキオの情熱に負け、過労で倒れながらもイシダとのバトルで燃えてしまった悪魔のZを前よりも強靭に蘇らせた。その後はブラックバード、ケイのスープラなどにも力を貸している。
どんなに丁寧に車を走らせても、走らせることによって確実に車にダメージを与えてしまうことに対する感傷的な感情からか、運転免許を一度も取得しておらず、工場でもエンジンを掛けた状態では絶対にハンドルを握らない主義（車を移動させるときはギアをニュートラルにして車の外からハンドルを握る）。
好きな飲み物はウーロン茶。初期では喫煙シーンもあった。
富永 公（とみなが こう）
声 - 千葉進歩
「トミナガスピード」代表。ECUセッティングのスペシャリスト。エンジンを組ませても一流だが、「超一流ではない上に凝り性」なのでエンジンチューニングから手を引いた。通称「ジェッティングの富永」。まだ燃料コントロールがコンピュータ制御ではなくキャブレターだったころからその世界では有名な人物で、悪魔のZやブラックバードだけでなく、ほかの多くの車両のセッティングも手がけているがためキャブレターを使っていた時代には「燃調の鬼」とも呼ばれていた。かつては城島の所属していたショップ「ゼロ」や、山下のZ32のECUも手がけていた。またそういったデジタルな面だけではなく、哲学者然とした人間的な部分も多く見受けることができる。車のパワーよりもそれを操縦する人間の容量（キャパシティ）次第で速さが決まる走り屋の世界では、いなくてはならない重要人物のひとりである。
初登場はモンスターマシーン（ケイ）編であり、その時に登場した相沢洸一の昔の仲間の中で山本・大田・ガッちゃん以外でその後唯一レギュラーメンバーに昇格。なお、ユウジが乗ったS2000は元々彼が購入した車である。
ガッちゃん / 佐々木 元（ささき げん）
声 - 高橋研二
搭乗車種：日産・フェアレディZ (Z31・筑波トライアル)→トヨタ・セルシオ (UCF10)
ボディーカラー…ブルー(ゲーム初期、PS3版)、パープル(WMMTシリーズ)
「SS（スピードショップ）マッハ」のオーナー。「ガッちゃん」の愛称で親しまれている。スケベでお調子者で涙もろい。妻と子供二人（どちらも女の子）がいる。中学の卒業式さえこないでくれといわれたワルガキで、運転技術（過去に軽く10台は全損させている）やエンジンのチューニングセンスこそなかったが、独学で勉強したエアロパーツのデザインと空力性能は、今では大手エアロメーカーにも模倣されるほど認められるまでになった。
愛車はパープル(ゲーム版初期、PS3版ではブルー)に全塗装されたセルシオ UCF10（かなり大きな修復歴アリと高木に見抜かれる）。なお、ゲームではJPP園田同様にカブせてくる事が多い。PS3版では、特定のモードで彼のZ31が登場する。
本人曰く、「うちはセルシオのエアロが一番売れる」とのこと、妻にも同じようなこといわれていてよくイジられている。
マキシシリーズではプレイヤーの車がセルシオならば彼がチューニングしてくれるが外観も若干変化する（スモークガラスが付く、ゴールドエンブレムになる等）。また、ガッちゃんの搭乗するセルシオは何故か『ゴラァ』と言うエンジン音の演出がされており、合間に出るセリフがやたらと長いのが特徴。さらにWMMT4以降のストーリーでは妻がアリストで登場。
上田 義一（うえだ よしかず）
「DRAG レーシング」の代表でガッちゃん曰く「足回りはコイツが一番うるさい」と言われるくらいこだわりを持っている。
吉岡 建一（よしおか けんいち）
「ヨシオカENG（エンジニアリング）」の代表でエキゾーストに関することは一品物の腕前と目利きを持っている、ガッちゃんに「お前のマフラーはいつでも騒音規制オーバーだっただろ」と言われて、「お前も昔は危険なパーツを散々売ってきたくせに」と反論した。

#### 悪魔のZ登場編
朝倉 えりこ（あさくら えりこ）
声 - 能登麻美子
悪魔のZの前所有者の妹。再び走り出したZとアキオを見て、亡き兄の姿を重ねてしまう。兄の不幸を断ち切るため、スペアキーで勝手に運転しZを海に沈めようとするが島に阻まれる。Z炎上の後、すべてを忘れるため海外（原作およびアニメ版ではイギリス）へ留学する。その後送られた島への手紙には、「（島）達也にも悪魔のZの事を忘れてほしい」旨が書かれていた。それ以降原作・アニメともに登場はなくなる。ブラックバードこと島達也とは恋仲であった。
マキシシリーズでも悪魔のZを海に沈めようとしたが3・3DX・3DX+ではプレイヤーがこのレースで勝つと「私も良くやるわ…」と原作・アニメとは違ってやり過ぎたことを恥ずかしがっていた。WMMT4以降はこのレースで勝利した場合、原作と同じような展開になる。
朝倉 晶夫（あさくら あきお）
声 - 関智一
悪魔のZの元オーナーで、如何なる偶然かアキオと同姓同名。えりことは兄妹だったが、血の繋がりはなかったらしい。島とは友人同士であり、走り屋仲間でもあった。悪魔のZを手に入れてからはその魅力に取り付かれ、周囲を引き込むような過激な走りをするようになって首都高速湾岸線で事故を起こし、19歳の若さでこの世を去ってしまった。
悪魔のZに乗り換える前の愛車はスープラ(MA70)。
コウちゃん / 高橋 功太（たかはし こうた）
声 - 勝杏里
搭乗車種：マツダ・サバンナRX-7 GT-X (FC3S)（劇場版では、マツダ・RX-7 Type R (FD3S)）
ボディーカラー…ブリリアントブラック(WMMTシリーズのFC3S)、クリスタルホワイト(アニメのFC3S)、ピュアホワイト(劇場実写版のFD3S)
ナンバー：横浜 ?? ? 83-837（アニメ）、横浜 322 う 59-27(劇場実写版)
自動車整備工場「高橋自動車」のオーナーでマーの兄。根っからの車好きでアキオとは気が合う友人でもある。しかし悪魔のZを手に入れて以降、危険な目に遭いながらものめりこむアキオに危機感を抱き、Zを手放すよう忠告していた。2巻以降からはゲーム版を除き一度も登場しない。愛車はサバンナRX-7(FC3S前期型)。
WMMTシリーズではプレイヤーが選択出来るFC3S RX-7は後期型のみであり、前期型はストーリーモードのコウちゃん搭乗車しか登場せず、プレイヤーは使う事が出来ない。劇場版では仕事用の車として日産バネットトラック(SK型(日産呼称S21型))にも乗る。WMMT4では客の車のRX-8(SE3P)(ベロシティレッドマイカ)、6からは86(ZN6)(ライトニングレッド)も搭乗。
マー / 高橋 正輝（たかはし まさき）
声 - 古島清孝
コウちゃんの弟でアキオの友人。ナンパ好きの軽い青年で、兄やアキオの車趣味にはあまり理解を示していない。高校を卒業後は出番なし。原作・アニメともに登場回数が薄れて行きそれ以来登場はしなくなる。
愛車はスクーター（原作・アニメ 車種不明　劇場版・スズキ・アドレスV125）
嶋田 るみ（しまだ るみ）
声 - 小林沙苗
アキオの高校の担任教師。悪魔のZに入れ込むアキオを一度は止めようとするも、逆に彼に惹かれるようになり、「おびえる心を隠さない」事と「必ず生きて戻る」事だけ念を押し、以後は何も言わずに見守るようになる。京都府生まれで、興奮すると思わず京都弁が出てしまう。アキオ曰く美人。しかし彼氏はいない。アキオが学校に通っている描写があった序盤以降、原作・アニメともに登場しない。
安さん
声 - 高橋研二
搭乗車種： スーパードルフィンFW 1986-1990年モデル (原作)、UD・クオン (PS3版、車種名はSEASIDE EXPRESS)
運送会社「SEASIDE EXPRESS」に務める大型トラックドライバー。湾岸の走り屋たちを嫌い、速度超過のチューニングカーに幅寄せなどをして驚かせることを密かな楽しみとしている。しかし、原作第3巻の75ページでちょっとした悪戯心で悪魔のZに幅寄せをしてしまい、悪魔のZを大破炎上させてしまう。衝突する瞬間に突っ込んできた悪魔のZに恐怖を感じ、それ以来おとなしくなったという。
PS3版の湾岸ミッドナイトでは、特定条件を満たすことでプレイアブルキャラクターになり、彼の乗る大型トラックを運転してストーリーを追体験することができる。

#### FDマスター(荻島)編
新見（にいみ）
雑誌編集者、荻島信二の弟子でお調子者。下記の人物吉崎とも関係がある。『湾岸ミッドナイト C1ランナー』にも登場。
吉崎 良美（よしざき よしみ）
雑誌編集者。荻島とは結婚を前提に同棲していたが、二人の進む道が違ってきたと感じ、同棲を解消、編集プロダクション「ドゥリー」を設立し代表となる。ブランド品関連などの雑誌編集を主に行う。
美人。若い頃は茶パツの走り屋ギャルで、「GTカーズ」上で読者モデルをしていたこともある。荻島との男女関係は「暫定」の形で結論先延ばし。
『湾岸ミッドナイト C1ランナー』にも引き続き登場している。自動車関連の記事やWebメディア運営にも手を広げ、荻島を一流モータージャーナリストに押し上げるべく画策した。

### 湾岸ミッドナイト C1ランナー
通称「湾岸ミッドナイトのセカンドステージ」、キャッチコピーは「GTカーズを復刊せよ」。

#### 新GTカーズメンバー

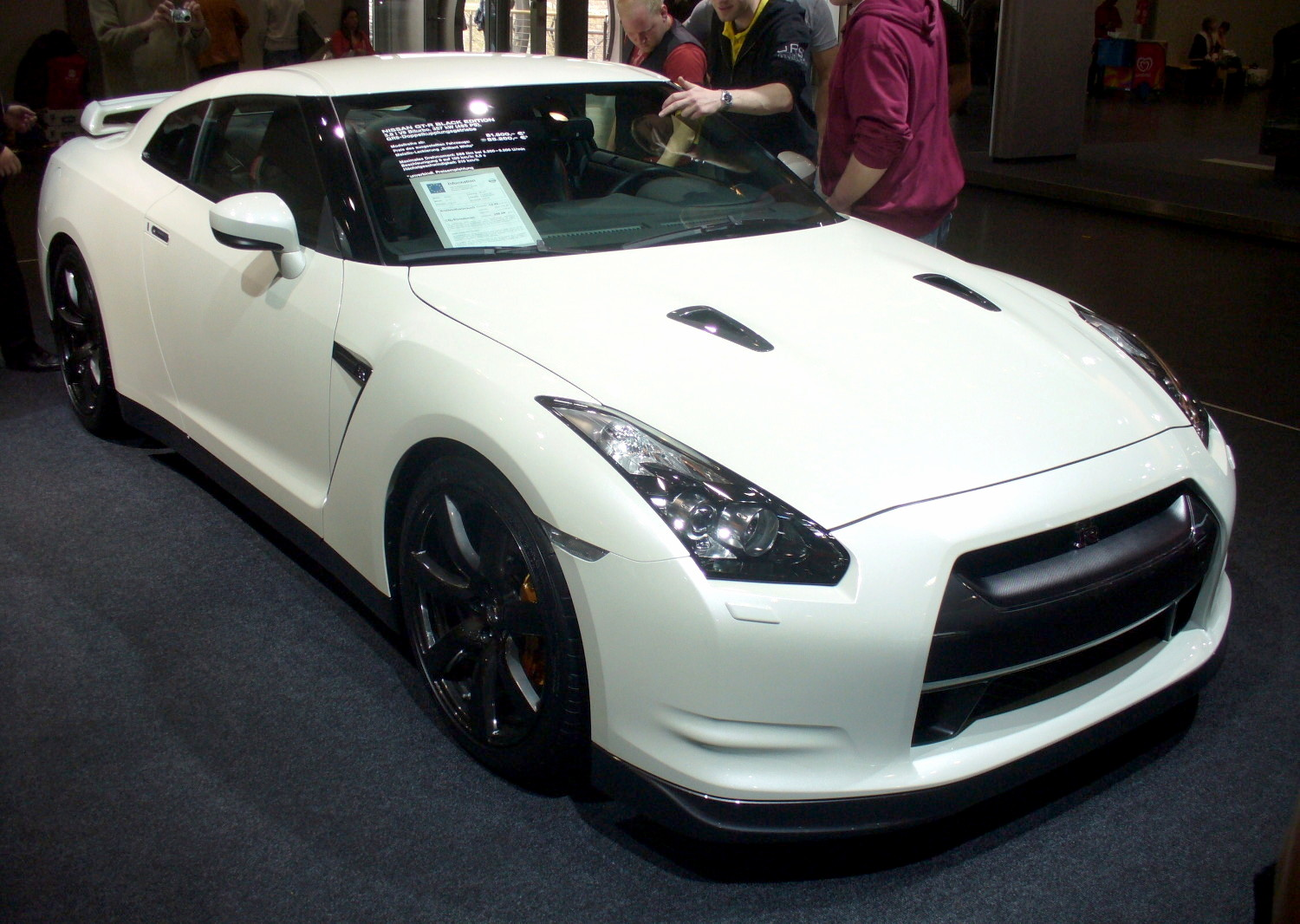
有栖搭乗車と同型・同色のGT-R

荻島 信二（おぎしま しんじ）
詳細は#荻島 信二の欄を参照
瀬戸口 ノブ（せとぐち ノブ）
搭乗車種：マツダ・RX-7 Type R (FD3S)→ポルシェ・911 ターボ3.6 964(ブラックバード)
ボディーカラー…ピュアホワイト(原作、京商製ダイキャストモデルカー、FD3S)、ブラック→シルバー(964)
仕様・馬力：IHI製(HKS)タービン(種類は不明)シングルターボ仕様　約400馬力(FD3S)
『湾岸ミッドナイト C1ランナー』から登場。いまどき風の若者であるが、祖父の薫陶を受け育った為か、特に対人関係について古風な価値観を持っている。学生時代近所の鉄工所で連日愛車をいじっていたキムスクに声をかけたことから車に興味を持ち、免許取得直後からキムスクのアドバイスを受けつつFDで首都高を走っていた。偽のRGOワークスステッカーを貼ったことで関係者の注目をあび、荻島に負けたことでRGOのメンバーとも面識を得る。
現在は「GTカーズ」の編集部付きアルバイト。知識もなく行き当たりばったりで走っていたがセンスは周囲に一目置かれるほど。初期の頃は走りのマナーも悪かったが、RGOや「GTカーズ」と関わりを持ったことで、周りに恥をかかさない走りを目指すようになる。
純粋に走ることを楽しむその姿は、知らず知らず周囲の大人たちに影響を与え、大人たちもかつての気持ちを思い出し、ノブに何かを伝えようとする。
彼のFDは事故車上がりだが（車体価格は20万円程度）、随所にキムスクのFCで使っていたパーツが移植されている。のちにリカコや渋川によってチューニングを施される。
のちに島からブラックバードを預かることとなり、その際にFDをキムスクのガレージに封印している（ちょうどFDの車検切れでもあった）。
その後ブラックバードはリカコの手により銀色にラッピングが施された。また、FDの様にアシには使えないため、渋川の改造したバイクにも乗っている。
椎名 エリ（しいな エリ）
搭乗車種：ホンダ・S2000 (AP2)
ボディーカラー…グランプリホワイト(ドリフトスピリッツ)
仕様・馬力：給排気系チューニング（詳細不明）約280馬力
『湾岸ミッドナイト C1ランナー』から登場。資産家・椎名耕平の末娘で、父親から限度額無制限のキャッシュカードを与えられている。何をやっても満たされない思いを抱えつつ、チューニングを施したS2000で夜な夜な首都高を走っていたが、荻島やノブとの出会いが少しずつ彼女を変えていく事になる。
現在はノブ同様「GTカーズ」編集部付きアルバイト。自動車に対する興味も薄いため雑用ばかりだが、社会人経験もない彼女には新鮮で楽しいらしい。
彼女のS2000にはMUGENのパーツが使われている。また、レスポンスアップを狙い4連スロットル化されている。
大田 和夫（おおた かずお）
詳細は#太田 和夫を参照
大田 リカコ（おおた リカコ）
詳細は#大田 リカコを参照
木村 進（きむら すすむ）
『湾岸ミッドナイト C1ランナー』から登場。木村鉄工所を営む傍ら、エキマニなどを自作するプライベートチューナー。鉄工所のガレージには走り屋仲間が集まっていたため、子供時代のノブは自動車屋と思っていたらしい。走る仲間がひとりまたひとり居なくなる中で黙々と愛車FCをいじっていたが、ノブが事故車上がりのFDを純粋に楽しむのを見て現役を退き、ノブに自分の知っている全てを伝えようと決心する。
ノブいわく「俺のクルマをすっげー速くしてくれた、ちょっとヘンタイ入ってる人」。特技は服の上から女性のボディラインを観察すること。ノブのFDに自作の偽RGOワークスステッカーを貼った張本人で、ノブには理由も意味も説明せず「首都高で速く走れるおフダ」とだけ伝えている。「事故車上がりに寄せ集めのパーツでも、高価なパーツで組んだワークスFDと互角に闘える」とプライベートチューナーとしての矜持を覗かせるが、荻島のセッティングしたFDは「プロの仕事」として認めている。
現役時代には「GTカーズ」誌上で「スーパープライベーター・キムスク」として知られた存在で、「アフロのRYO」と並ぶ別格のFC使いだった。同年代の荒井（=RYO）とも面識があったが「GTカーズ」誌上で自分のアイデアをRYOに剽窃されたと思い、疎遠になっていた（荒井いわく「雑誌向けに面白く修正しただけで盗んだつもりはない」とのこと）。
荒井と「C1外回り6分切り」をしようとしたが、現役時代のあいだは結局失敗に終わり自分のFC3Sを犠牲にしたノブのFDに夢を託している。
吉崎 良美（よしざき よしみ）
詳細は#吉崎 良美を参照
荒井 広志（あらい ひろし）
『湾岸ミッドナイト C1ランナー』から登場。愛媛県出身。複数のペンネームをもつ自動車評論家で、その文章は荻島や椎名に無条件で認められるほど。かつては大田曰く怪しいオイル輸入や中古車ブローカーなど、「車に関して金になる事なら何でもやる男」だったらしい。「GTカーズ」を買い取り再び出版するため、荻島や大田に声をかけ、椎名をスポンサーとして迎えるなど精力的に活動する。大田に「GTカーズ」復刊の真意について問われるが、「チューニングカーがただ好きなだけ」と答えている。
かつては「RYO（リョウ）」と呼ばれた誌上顔出し厳禁の伝説のロータリー乗りの男（キムスク曰く「顔がブサイクで顔出しがダメだった」とのこと）、かつて自分がやった「C1の6分切り」はキムスクも現役時代は失敗に終わったため、荻島に託す狙いがあった。自動車評論家に転向しそうな荻島をその気にさせる当て馬としてノブに目をつけたが、自身もまたノブにさまざまなことを伝えようとする。マイケル・ジャクソンと同い年。
椎名 耕平（しいな こうへい）
『湾岸ミッドナイト C1ランナー』から登場。複数の病院を傘下に収める医療法人の経営者で、エリの父親。新生「GTカーズ」の有力スポンサー。
かつては潤沢な資金を背景にレース活動を行っており、首都高を走る最初期の「首都高族」でもあった。曰く「本当に車に狂っていた」との事で、レースカーを首都高で走らせ大事故を起こし、瀕死の重傷を負った過去も持つ。
昔の自分のように危険な走りにのめりこむエリを留まらせたいと思っており、荒井の提案でエリのエスカレートを止める交換条件で「GTカーズ」のスポンサーになる。
国産車はハコスカGT-RやS800、R32GT-R他、外車はBMWやポルシェなど若いころは何でも乗っていたらしい。自分が買ったS2000は本人曰くすっかりエリのものになってしまったとのこと。
佐藤 公彦（さとう きみひこ）
搭乗車種：日産・スカイラインGT-R (BNR32)
仕様・馬力：T78シングルターボ仕様　馬力不明
『湾岸ミッドナイト C1ランナー』から登場。かつてはその過激な走りから「マッドドッグ（狂犬）」と呼ばれ、C1の6分切りに最も近づいたと言われた、1990年代首都高伝説の一人。荒井曰く、「真性のRバカ」であり、「マッドドッグ」は「狂犬」ではなく、C1の6分切りに夢中になった「熱狂の走り」とのこと。
登場時にはRの車検を切らしており、新しく購入したホンダ・インサイトに乗り、新生GTカーズにもさほど興味を示さなかった。しかし、荻島やノブとの出会いにより少しずつ情熱が甦り、ノブのFDと共に再びC1の6分切りに挑む。
渋川 圭介（しぶかわ　けいすけ）
『湾岸ミッドナイト C1ランナー』から登場。過去20年で5人程度、気に入った走り屋を無償でサポートするという謎のプライベートチューナー。かつてマツダで勤務していた経験がある。佐藤の32Rの整備歴を調べたリカコがその名に行き着き、整備を引き継ぐ挨拶に向かった頃にはクルマへの情熱を失いかけていたが、センスはあるものの危なげなノブの走りが気になり、FDの無償サポートを申し出る。
現在は高級マンションの自宅で株式投資をする一方、『RX-078』のハンドルネームで自動車評論家顔負けの情報ブログサイトを開設している。
有栖 高彦（ありす たかひこ）
搭乗車種：日産・GT-R (R35)
ボディーカラー…ブリリアントホワイトパール(ドリフトスピリッツ)
『湾岸ミッドナイト C1ランナー』から登場。チューニングショップ「有栖ガレージ」代表で通称「タカ」。荒井とは同郷であり、荒井は高校の先輩にあたる。かつてRB26系GT-Rのチューニングでそれなりに名を残しており、その中でもコンプリートカーは「アライズGT-R」の通称がある。かつては専門学校を出てから荒井の口利きでポルシェディーラーでメカニックを務めていた。「チューニングショップには利益を生む後ろ盾がいる」という信念を持ち、タルガオイルの輸入権を手に入れその輸入権料をショップの後ろ盾としている。
カスタムショーに出展していたR35をきっかけに荒井と再会。GTカーズに参画しつつアライズGT-Rの回収を目論んでいる。また、かつて首都高で島のブラックバードに抜かれた経験がある。
南雲 ヨシキ（なぐも よしき）
『湾岸ミッドナイト C1ランナー』から登場。岡山のGT-R系チューニングショップ「ヤマトレーシング」代表。暴走族上がりで「瀬戸の暴れん坊」と呼ばれるほどキレやすい。実家は土建屋であり、高校中退後10年実家の家業で働いた後ショップを立ち上げた（ショップは元は実家の土建屋の資材置き場を改装したもの）。
チーフメカニックの岸本の進言でアライズGT-R7号を回収、自身のショップのデモカーとして使用していた。
岸本 礼二（きしもと れいじ）
『湾岸ミッドナイト C1ランナー』から登場。「ヤマトレーシング」チーフメカニックでかつて「有栖ガレージ」でチーフメカニックを務めていた。社長の南雲にアライズGT-R7号の回収を進言、さらに自分なりに手を加えていた。R34を求めヤマトレーシングにやってきた有栖と再び組むことに。

### 銀灰のスピードスターの登場人物
- 『湾岸ミッドナイト』の最終章の名目で話がスタートしたが、物語の展開や登場人物との関連性が今の所は無い。
- 詳しくは、銀灰のスピードスターを参照。

#### 首都高SPLからの登場人物
工藤 圭介（くどう けいすけ）
搭乗車種：日産・スカイラインGT-R (BNR34)
GT-R専門のチューニングショップ｢CRS｣の経営者にして、GT-Rチューナーの中ではカリスマ的な存在と目されている。CRSとは｢首都高環状線（C1）｣｢レース（RACE）｣｢専門（SPECIAL）｣つまり｢首都高環状線での競争を専門とする｣チューニングショップの意味。

## 悪魔のZ

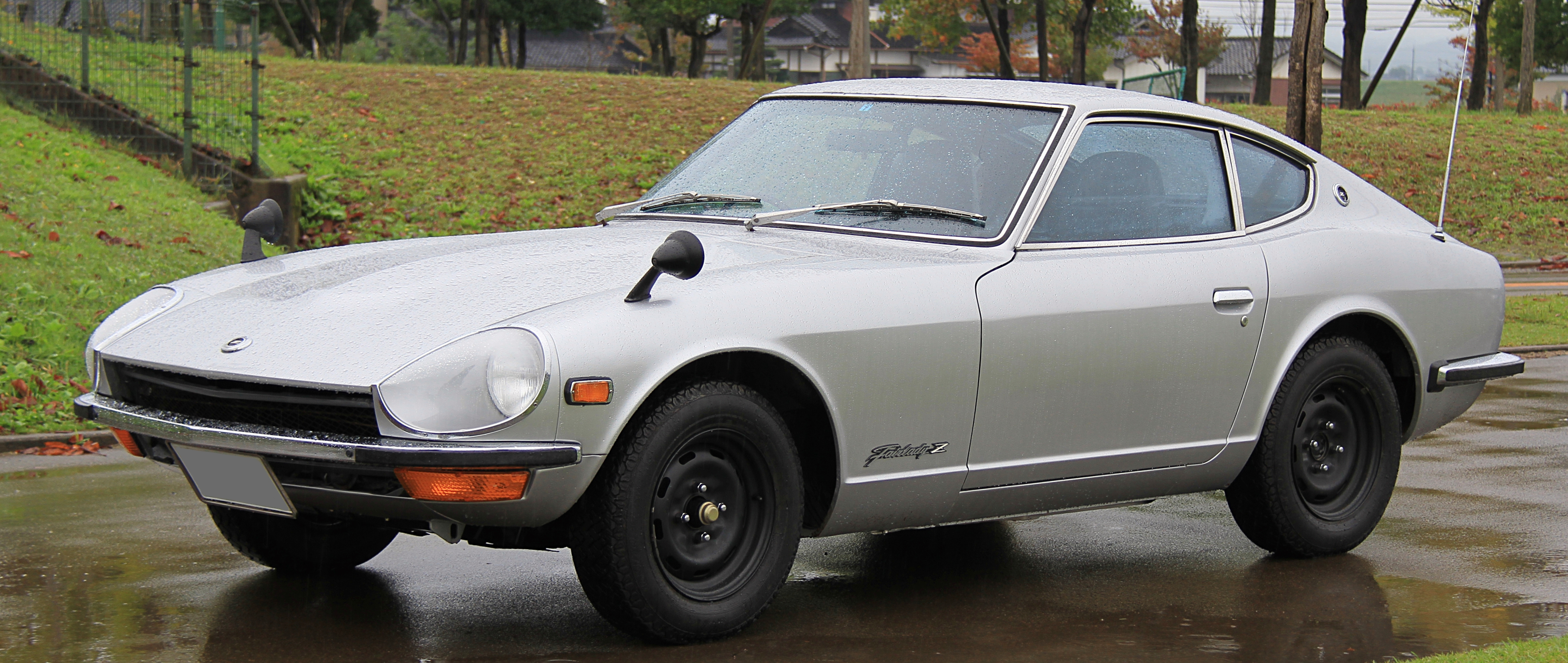
「悪魔のZ」のベースとなったS30型フェアレディZ

本作品の主人公である朝倉アキオが乗るS30型フェアレディZは「悪魔のZ」と呼ばれる。ミッドナイトブルーに塗装されたその車は、まるで意思を持つかのように、くるおしく身をよじるように走り、アキオの手に渡るまでに何度もクラッシュを繰り返し、数々の死亡者や負傷者を出したことから「悪魔のZ」として伝説化した。しかし、登場人物の中には「悪魔とは天界から追放された天使で反逆者。チューニングという反逆的な行為を現して、あるいは当時誰も成し得なかったその圧倒的なパワーを指して『悪魔』と呼ばれたのではないか」と、独特の解釈をする者もいた。
当初は選ばれた者しか乗れず、それ以外の者が乗ると事故に遭う呪われた車と言われていたが（事実アキオをはじめ、初期の頃は相当数の事故を起こしている）、後に様々な人物が乗るようになった（レイナ、城島、北見、島など）。

### 誕生の経緯
「悪魔のZ」を誕生させたのは、かつて「地獄のチューナー」として日本のチューニング界に名を轟かせた北見淳である。北見は、当時の市販車では最速とされていたポルシェ・911ターボに対抗するため、S30型フェアレディZのL28型エンジンの排気量を3.1 Lまでボアアップし、TD06ツインターボを装着した。この最初期の仕様の時点で、「悪魔のZ」は出力600馬力、トルク80kg·mを叩き出す常識外れのモンスターであったが、ワンオフパーツはクランクシャフトを除いて一切使用されておらず、市販の改造パーツを組み込んだのみであった。非常に高い技術でチューニングされているため、当初は北見以外には整備できないものとされていたが、現在では大田の娘であるリカコが主に整備を担当している。
PS2版ゲームにはノーマル、北見仕様、リカコ仕様の3種類が存在する。
北見がZに最初に出会ったのが19歳のころ、当時国内で手に入らないはずのL28がすでに搭載されており、北見がZを手にしたのはその出会いから10年後。

### 作中での扱い
物語の序盤にトラックと絡む大事故を起こして炎上し、北見ですら「悪魔のZは死んだ」と言い切るなどそのまま廃車になるはずであったが、アキオと高木の手によって修復され復活を果たした。それを皮切りに、「悪魔のZ」は様々な最新型スポーツカーや島達也の911ターボ（ブラックバード）に対抗するため、オイルの潤滑方式をドライサンプに変更してエンジンの搭載位置を下げたり、ルーフを切ってカーボン製ルーフを装着したり、アンダーパネルを装着（小説版ではもともと装着されている）することで、旧車のネックとなるコーナリング性能を上げるなどの大規模な改造が施された。また、北見がパワーを重視しあえて切り捨てていた低速域の調整をリカコが行ったことにより、全速度域でのエンジンの「つながり」が発揮されるようになった。
ナンバープレートは横浜33 て 53-68（アニメ版では「1」を付加、劇場実写版は「て」でなく「つ」）。ボディサイズは5ナンバー枠だが、排気量が2 Lを超えているため3ナンバーであり、改造車として車検を通した個体である。同じ神奈川運輸支局の管轄であるため、ナンバーはそのまま引き継ぎとなった。

### 外装
前後にエアロバンパーと小ぶりのリアスポイラー、オーバーフェンダー、ヘッドライトカバーが装着されているが、劇場実写版ではフロントとオーバーフェンダーのみになっている。ホイールはRSワタナベ製ホイールを元としている。
アキオが手に入れた当初まで、サイドミラーはフェンダーミラーだったが、２度目のクラッシュを修理してからドアミラーに変更している（劇場実写版では最後までフェンダーミラーのままだった）。
劇中では一度だけフロントバンパーが240ZGの物（いわゆるGノーズ）に交換されたことがあり、ストレートスピードの伸びは良かったが、熱が逃げなかったことから元の形に戻されている。空調系は全くないことが城島搭乗時に判明している。
テールランプは序盤におけるトラックとの大事故前は後期型のいわゆるツーテールであったが、大事故後の復活の際に前期型のワンテール仕様になっている。内装も前期仕様のインパネを思わせる形に描かれている。

## 書誌情報

### 単行本
- 楠みちはる 『湾岸MIDNIGHT』 講談社〈ヤンマガKCスペシャル〉、全42巻
  1. 1993年1月5日発売[3]、ISBN 4-06-323372-3
  2. 1993年12月27日発売[27]、ISBN 4-06-323444-4
  3. 1994年12月2日発売[4]、ISBN 4-06-323507-6
  4. 1995年12月1日発売[48]、ISBN 4-06-323569-6
  5. 1996年10月2日発売[5]、ISBN 4-06-336621-9
  6. 1997年2月4日発売[23]、ISBN 4-06-336649-9
  7. 1997年5月1日発売[49]、ISBN 4-06-336663-4
  8. 1997年9月3日発売[6]、ISBN 4-06-336685-5
  9. 1997年12月3日発売[25]、ISBN 4-06-336705-3
  10. 1998年3月4日発売[50]、ISBN 4-06-336723-1
  11. 1998年7月3日発売[24]、ISBN 4-06-336741-X
  12. 1998年11月4日発売[51]、ISBN 4-06-336766-5
  13. 1999年3月3日発売[7]、ISBN 4-06-336787-8
  14. 1999年6月2日発売[26]、ISBN 4-06-336803-3
  15. 1999年10月4日発売[52]、ISBN 4-06-336824-6
  16. 2000年2月1日発売[8]、ISBN 4-06-336851-3
  17. 2000年5月2日発売[53]、ISBN 4-06-336868-8
  18. 2000年9月4日発売[54]、ISBN 4-06-336892-0
  19. 2001年2月2日発売[55]、ISBN 4-06-336926-9
  20. 2001年6月4日発売[9]、ISBN 4-06-336953-6
  21. 2001年10月3日発売[43]、ISBN 4-06-336983-8
  22. 2002年2月4日発売[44]、ISBN 4-06-361016-0
  23. 2002年6月4日発売[56]、ISBN 4-06-361044-6
  24. 2002年9月4日発売[10]、ISBN 4-06-361067-5
  25. 2002年12月24日発売[57]、ISBN 4-06-361095-0
  26. 2003年4月2日発売[58]、ISBN 4-06-361119-1
  27. 2003年7月2日発売[59]、ISBN 4-06-361139-6
  28. 2003年12月5日発売[60]、ISBN 4-06-361181-7
  29. 2004年5月6日発売[11]、ISBN 4-06-361229-5
  30. 2004年10月6日発売[61]、ISBN 4-06-361259-7
  31. 2005年4月30日発売[62]、ISBN 4-06-361314-3
  32. 2005年8月5日発売[63]、ISBN 4-06-361363-1
  33. 2005年12月26日発売[12]、ISBN 4-06-361410-7
  34. 2006年5月2日発売[64]、ISBN 4-06-361442-5
  35. 2006年8月4日発売[28]、ISBN 4-06-361461-1
  36. 2006年12月26日発売[65]、ISBN 4-06-361512-X
  37. 2007年4月6日発売[66]、ISBN 978-4-06-361529-6
  38. 2007年7月6日発売[13]、ISBN 978-4-06-361568-5
  39. 2007年12月6日発売[30]、ISBN 978-4-06-361612-5
  40. 2008年4月4日発売[67]、ISBN 978-4-06-361643-9
  41. 2008年9月5日発売[29]、ISBN 978-4-06-361684-2
  42. 2008年12月26日発売[21]、ISBN 978-4-06-361744-3
- 楠みちはる 『湾岸ミッドナイト C1ランナー』 講談社〈ヤンマガKCスペシャル〉、全12巻
  1. 2009年11月6日発売[68]、ISBN 978-4-06-361771-9
  2. 2010年3月5日発売[69]、ISBN 978-4-06-361875-4
  3. 2010年7月6日発売[70]、ISBN 978-4-06-361914-0
  4. 2010年12月6日発売[71]、ISBN 978-4-06-361962-1
  5. 2011年3月4日 発売[72]、ISBN 978-4-06-382016-4
  6. 2011年6月6日発売[73]、ISBN 978-4-06-382036-2
  7. 2011年10月6日発売[74]、ISBN 978-4-06-382070-6
  8. 2011年12月6日発売[75]、ISBN 978-4-06-382122-2
  9. 2012年3月6日発売[76]、ISBN 978-4-06-382144-4
  10. 2012年5月7日発売[77]、ISBN 978-4-06-382171-0
  11. 2012年7月6日発売[78]、ISBN 978-4-06-382199-4
  12. 2012年10月5日発売[79]、ISBN 978-4-06-382208-3
- 楠みちはる 『銀灰のスピードスター』 小学館〈ビッグコミックス〉、全2巻
  1. 「ターボ3.6」2014年11月28日発売[80]、ISBN 978-4-09-186603-5
  2. 「GT-R (RB26)」2015年5月29日発売[81]、ISBN 978-4-09-187025-4
- 楠みちはる 『首都高SPL』 講談社〈ヤンマガKCスペシャル〉、既刊12巻（2024年9月19日現在）
  1. 2018年1月5日発売[82]、ISBN 978-4-06-510625-9
  2. 2018年5月7日発売[83]、ISBN 978-4-06-511378-3
  3. 2018年11月6日発売[84]、ISBN 978-4-06-512812-1
  4. 2019年9月6日発売[85]、ISBN 978-4-06-516647-5
  5. 2020年7月6日発売[86]、ISBN 978-4-06-520203-6
  6. 2021年4月6日発売[87]、ISBN 978-4-06-522927-9
  7. 2021年9月17日発売[88]、ISBN 978-4-06-524747-1
  8. 2022年6月20日発売[89]、ISBN 978-4-06-528545-9
  9. 2023年2月20日発売[90]、ISBN 978-4-06-530703-8
  10. 2023年10月19日発売[91]、ISBN 978-4-06-533392-1
  11. 2024年4月18日発売[92]、ISBN 978-4-06-535274-8
  12. 2024年9月19日発売[93]、ISBN 978-4-06-536975-3

### 廉価版
- 楠みちはる 『湾岸MIDNIGHT』 講談社〈講談社プラチナコミックス〉、既刊2巻（2009年9月16日現在）
  1. 「甦る悪魔のZ編」2009年9月2日発売[94]、ISBN 978-4-06-374488-0
    - 「アンコール刊行」2017年12月27日発売[95]、ISBN 978-4-06-510900-7

  2. 「追撃！悪魔のZ編」2009年9月16日発売[96]、ISBN 978-4-06-374489-7
    - 「アンコール刊行」2018年1月24日発売[97]、ISBN 978-4-06-510901-4

### 公式ガイドブック
- 『湾岸MIDNIGHT BIG TUNING』2000年10月20日発売[98]、ISBN 4-06-334345-6
- 『PHOTOGRAPHIC MAGAZINE 湾岸MIDNIGHT DX』2001年10月3日発売[99]、ISBN 4-06-334463-0
- 『湾岸MIDNIGHT INDEX』2004年10月6日発売[100]、ISBN 4-06-334921-7
- 『湾岸MIDNIGHT SUPER TUNEDCAR COLLECTION』2006年8月4日発売[101]、ISBN 4-06-372180-9

## ゲーム

### アーケード向け作品
アーケード向けはすべてバンダイナムコアミューズメント（旧ナムコ→バンダイナムコゲームス→バンダイナムコエンターテインメントのアーケードゲーム部門）より稼働されている。

#### 湾岸ミッドナイト
2001年稼働。元気が手掛けるレースゲーム首都高バトルシリーズのゲームシステムをベースとしており、壁や他車に接触したりライバルカーと一定距離以上離れると、画面上部に表示された「SPゲージ」が減少し、どちらかのSPがなくなった瞬間に決着がつくというルールである。そのため明確なゴールの設定はない。ただし、ライバルカーとの接触でSPが0になることはない（ライバルのSPをわずかでも減らし、残りのSPすべてを自分の車とライバルカーとの接触で減らせば相手のSPが先に0になるため、安易に勝つことが可能となってしまうため）。また、制限時間もあり、時間がなくなった場合はその瞬間に前にいた方が勝つ（SPは無視される）。
デモ画面で特定の時間に特定のコースを選択すると時刻表示が赤色になる。この状態でゲームを開始すると悪魔のZをプレーヤーカーとして選択できるようになる。最高速、加速力、コーナリング性能すべてに優れるが、一定時間が経過するとステアリングが勝手に左右に振られ始めるという特性をもつ。これは原作初期の「突如として制御不能に陥ることがある」という場面を再現したものと思われる。なお、ストーリーモードをクリアするとどのコースで何時に使用可能なのかがエンディングで表示される。これは筐体毎に異なる。
筐体は『リッジレーサーV アーケードバトル』の2シート筐体を流用したもので、右にシフトレバーがある。

#### 湾岸ミッドナイトR
上記『湾岸ミッドナイト』のバージョンアップ版として2002年に稼働。デモ画面でステアリングを一定角度以上切ると、時刻表示が赤色になる。この状態でプレイを開始すると悪魔のZを含む各ライバルの車をプレイヤーカーとして選択することができる。なお、この状態ではライバルの車でない通常の車は選択できない。

#### 湾岸ミッドナイト MAXIMUM TUNEシリーズ
上記『湾岸ミッドナイト』及び『湾岸ミッドナイトR』のゲームシステムをリニューアルし、2004年から稼働。前作までのSPゲージ性から、一般のレースゲームと同様スタートからゴールまでを競うシステムとなった。また、専用の磁気カードを使用し、ストーリーモードの進行度や所有車種のチューニング状況を保存できるようになった。
筐体は前作の2シート筐体から、専用の1シート筐体へ移行。シフトレバーも6速のHシフターとなった。
2011年稼働の『MAXIMUM TUNE 4』では、HDモニターを搭載した新筐体に移行し、ネットワークシステム『ALL.Net』に対応、データの保存も専用の磁気カードからバンダイナムコパスポート（旧バナパスポート）へ変更された。

#### 湾岸ミッドナイト スピードイグニッション
上記『MAXIMUM TUNEシリーズ』からソフトウェアやハードウェア、ゲームシステムを大幅に刷新した新シリーズとして展開される予定。

### コンシューマ向け作品
コンシューマ向けはすべて元気より発売されている。

#### 湾岸ミッドナイト（PS2）
2002年発売。上記のアーケード版『湾岸ミッドナイト』をベースにPlayStation 2へ移植され、新要素としてミッションモード、タイムアタックモードの他、iLINKでPS2を2台使用したバトルも楽しめる。

#### 湾岸ミッドナイト（PS3）
2007年7月26日発売。『MAXIMUM TUNEシリーズ』をベースとしておらず、初代・R・PS2版のゲームシステムが受け継がれている。ストーリーモードでは、当時放送されていた下記のアニメ版の声優陣によるフルボイスとなっている。
「PLAYSTATION Network」に対応しており、全国のプレイヤーと対戦することが可能。また隠し車種として首都高バトルXの車も一部登場する。

#### 湾岸ミッドナイト ポータブル
2007年9月27日発売。PSP版首都高バトルをベースとしている。

### ゲームにおけるライセンスの問題について
ゲーム作品における湾岸ミッドナイトでは、原作に登場するホンダ・ポルシェ・フェラーリがライセンスの規約上収録できないといった事態が発生していた。
ホンダはかつて、一部を除いたアザーカーが登場する公道レースゲーム作品おいて、基本的に許諾を行なっていなかった頃がある。しかし近年ではアザーカーが登場するレースゲームへも許諾をする傾向があり、アーケード版『MAXIMUM TUNEシリーズ』においても『5DX PLUS』から"ドレスアップパーツ非対応"という形で解禁された。
ポルシェは、1999年から2016年にかけて、エレクトロニック・アーツとのコンピューターゲームにおける使用権利の独占契約を結んでいた。そのため、MAXIMUM TUNE1~3DX PLUSではゲンバラ、MAXIMUM TUNE4~5DX PLUS・PS2版・PS3版・ポータブルではRUFが代替車種として収録されていた。MAXIMUM TUNE 6以降ではEAとのライセンス契約の終了に伴い、ポルシェが収録されている。
フェラーリは、セガやマイクロソフトがライセンスを有しているとされている。セガやマイクロソフト以外のレースゲームに収録されるパターンもあるものの、湾岸ミッドナイトのゲーム作品では現在に至るまで、原作登場車種の中で唯一収録が実現されていない。

## ビデオシネマ
1991年から1994年にかけて、大鶴義丹の主演により全6作品の実写版オリジナルビデオ作品が制作された。1994年には、全6作をひとつの作品として再編集した「湾岸ミッドナイト スペシャル・ディレクターズカット 完全版」もリリースされた。
- 湾岸ミッドナイト（1991年）
- 湾岸ミッドナイト II（1993年）
- 湾岸ミッドナイト III（1993年）
- 湾岸ミッドナイト IV（1993年）
- 湾岸ミッドナイト FINAL 〜GTR伝説 ACT I〜（1994年）
- 湾岸ミッドナイト FINAL 〜GTR伝説 ACT II〜（1994年）
- 湾岸ミッドナイト スペシャル・ディレクターズカット 完全版（1994年）

出演：大鶴義丹・堂野雅子・森雪之丞・ルビー・モレノ・大杉漣・森本レオ・高梨亜矢・赤星昇一郎
製作：大映
1998年に、並川孝太の主演により全2作品の実写版オリジナルビデオ作品『新湾岸ミッドナイト S30 vs ゴールドGT-R』が制作された。
- 新湾岸ミッドナイト S30 vs ゴールドGT-R Part I（1998年）
- 新湾岸ミッドナイト S30 vs ゴールドGT-R Part II（1998年）

出演：並川孝太・三瀬真美子・仁科貴・池田成志・ウガンダ・トラ・本田博太郎
カースタントディレクター：竹内雅敏（カースタントTA・KA）
脚本：井上誠吾
監督：花堂純次
製作協力：ネクスト・プロデュース
製作：グルーヴコーポレーション、メディアウィザード
2001年に、貴水博之の主演により『湾岸ミッドナイト リターン』が実写版オリジナルビデオ作品として制作された。
- 湾岸ミッドナイト リターン（2001年）

出演：貴水博之・白島靖代・本山哲・岡田秀樹・赤星昇一郎　監督：樹木雅彦　製作：フォワードグループ
なお、2008年には、上記の91年から01年までの全10作品を完全網羅して特典を追加した、全12枚組の「湾岸ミッドナイト 9101 DVD BOX（12DVD）」が発売されている。

## アニメ
- パーフェクト・チョイスにて、2007年6月15日から2話毎のペイ・パー・ビュー放送がされている。またアニマックスにおいても2007年6月9日、6月10日に先行放送として1話のみが放送されたほか、2012年3月の再先行放送に続いて4月からレギュラー放送が予定されている。主要スタッフは『頭文字D Fourth Stage』と同じスタッフが起用される。このため、車体のCG表現[注釈 49]（『頭文字D』で登場していないZやポルシェ911ターボの新規モデリングはもちろん、『頭文字D』でのデータが残っていたR32GT-Rもモデリングし直されている）、5桁のナンバープレート、実車からのエンジン音・スキール音の収録及びチューニングメーカーの協力など、『頭文字D』で使われた表現方法が引き継がれている。
- 湾岸ミッドナイトでも注意テロップがあるが、『頭文字D』とは若干テロップが異なっている。
- ワイルドスピードX3 TOKYO DRIFTのDVDでアニメ化についての告知がなされていた。
- 原作よりも、ストーリーが簡略化されている（例として、マサキが登場しない、山中と島、アキオとオキのバトルが行われていない、ケイ編での重要人物の竜也が登場しない、など）。

### スタッフ
- 監督 - 冨永恒雄
- 監修 - 土屋圭市、ホットバージョン編集部
- シリーズ構成・脚本 - 岸間信明
- キャラクターデザイン - 香川久
- メカデザイン - 横井秀章
- 美術設定 - 桑原悟
- 美術監督 - 諸熊倫子
- 色彩設定 - 西表美智代
- 撮影監督 - 中村昌樹
- 3DCG - パステル
- 編集 - 小深田真次
- 音響監督 - 三間雅文
- 音楽 - 梅堀淳
- エグゼクティブプロデューサー - 宇佐美廉
- プロデューサー - 福田佳与
- アニメーション制作 - A・C・G・T
- 製作 - オービー企画

### 主題歌
オープニングテーマ
「lights and any more」
歌 - TRF
エンディングテーマ
「Talkin' bout good days」
歌 - Mother Ninja

### 各話リスト
| 話数   | サブタイトル         | 絵コンテ        | 演出     | 作画監督          | 放送日時       |
| ------ | -------------------- | --------------- | -------- | ----------------- | -------------- |
| 第1話  | 悪魔のZ              | 工藤進          | 久原謙一 | 福世孝明          | 2007年 6月15日 |
| 第2話  | ブラックバード       | 久原謙一        | 徳本善信 | 北崎正浩          | 2007年 6月15日 |
| 第3話  | GT-Rの少女           | 冨永恒雄        | 布施康之 | Kim Eun Su        | 7月20日        |
| 第4話  | 第3の男              | 久原謙一        | 久原謙一 | 福世孝明          | 7月20日        |
| 第5話  | 地獄のチューナー     | 工藤進          | 徳本善信 | 北崎正浩          | 8月17日        |
| 第6話  | ニューマシン         | 木村寛          | 木村寛   | 松本文男          | 8月17日        |
| 第7話  | 魅せられた者たち     | 冨永恒雄        | 布施康之 | Kim Eun Su        | 10月19日       |
| 第8話  | 湾岸のゴースト       | 久原謙一        | 久原謙一 | 福世孝明          | 10月19日       |
| 第9話  | 甦る悪魔             | 木村寛          | 徳本善信 | 北崎正浩          | 11月16日       |
| 第10話 | ドッグ・ファイト     | 冨永恒雄        | 久原謙一 | 松本文男          | 11月16日       |
| 第11話 | 幻の最高速ランナー   | 工藤進          | 馬引圭   | 亀井大祐          | 12月21日       |
| 第12話 | プロフェッショナル   | 木村寛          | 久原謙一 | 安藤正浩          | 12月21日       |
| 第13話 | モンスターマシン     | 大野和寿        | 大野和寿 | 福世孝明          | 2008年 2月15日 |
| 第14話 | 失速                 | 冨永恒雄        | 徳本善信 | 北崎正浩          | 2008年 2月15日 |
| 第15話 | R-200CLUB            | 冨永恒雄        | 馬引圭   | 亀井大祐          | 3月21日        |
| 第16話 | 撃墜                 | 冨永恒雄        | 大野和寿 | 福世孝明          | 3月21日        |
| 第17話 | 再会                 | 冨永恒雄        | 馬引圭   | 亀井大祐          | 4月18日        |
| 第18話 | 今、この場所に…      | 木村寛          | 徳本善信 | 北崎正浩          | 4月18日        |
| 第19話 | スタンド・バイ・ミー | 大野和寿        | 大野和寿 | 福世孝明          | 6月20日        |
| 第20話 | 大阪ミッドナイト     | 冨永恒雄        | 馬引圭   | 亀井大祐 福世孝明 | 6月20日        |
| 第21話 | 夜の熱気の中で       | 大野和寿 木村寛 | 大野和寿 | 亀井大祐 福世孝明 | 7月18日        |
| 第22話 | 首都高速午前零時     | 鈴木利正        | 徳本善信 | 北崎正浩          | 7月18日        |
| 第23話 | デッド・エンド       | 木村寛          | 馬引圭   | 亀井大祐 福世孝明 | 8月15日        |
| 第24話 | 遠い日のパッション   | 鈴木利正        | 大野和寿 | Lee Jea Han       | 8月15日        |
| 第25話 | とめられない思い     | 大野和寿        | 徳本善信 | 北崎正浩          | 9月20日        |
| 最終話 | 選ばれし者           | 大野和寿        | 大野和寿 | 福世孝明 亀井大祐 | 9月20日        |

## 劇場公開映画
2009年9月12日より『湾岸ミッドナイト THE MOVIE』のタイトルで全国ロードショーされた。一部のカースタントのシーンはフィリピンで撮影されている。ストーリーは「悪魔のZ編」をベースに構成。物語の重要人物である北見が登場しない、レイナ（R32）やイシダ（テスタロッサ）などの登場人物が別の車（R34、F355）に搭乗していたりと、登場人物の設定統合や変更が多くなされている。

### キャスト
- 朝倉アキオ - 中村優一
- 朝倉えりこ - 小林涼子
- 島達也 - 加藤和樹
- 高橋正輝 - 米原幸佑
- 高橋功太 - 佐田正樹
- 嶋田るみ - 大桑マイミ
- 黒佐 - 菅田俊
- 朝倉晶夫 - 石川伸一郎
- 秋川零奈 - 松本莉緒
- イシダヨシアキ - 袴田吉彦
- 井田國彦、松原渓、依知川りん、町田政則　ほか

### スタッフ（映画）
- 監督 - 室賀厚
- 脚本 - 村川康敏、室賀厚
- 音楽 - 佐藤和郎
- 主題歌 - Dream「Perfect Girls」
- 劇用車コーディネート - エルエーカンパニー
- 助監督 - 永江二朗、名倉良祐、小林大輔、市原悠
- VFX - Giraffe Entertainment、Motor/lieZ
- フィリピンユニットプロデューサー - 小森邦昭
  - カースタント - sonny "sun" gerani
- ポスプロ - モリゴ、シネマサウンドワークス
- 現像・キネコ - ヨコシネ ディー アイ エー
- 製作者 - 熊澤芳紀、大橋孝史
- プロデュース - 辻畑秀生、櫻井秀行、上野境介、川島正規
- 制作プロダクション - トルネードフィルム
- 製作 - ジェネオン・ユニバーサル・エンターテイメントジャパン、ジョリー・ロジャー